# ヒルナンデス!
『ヒルナンデス!』（英語: Hirunandesu!）は、2011年（平成23年）3月28日から日本テレビ系列で、月曜日から金曜日の11:55 - 13:55（JST）に生放送されている生活情報番組・バラエティ番組である。南原清隆（ウッチャンナンチャン）の冠番組。

## 概要
2011年3月25日に放送を終了した『DON!』の後継番組で、これまでの情報番組路線から一転し、同枠としては1968年10月の番組改編以来43年ぶりにバラエティ枠となった。放送開始が発表された当時は『南原清隆のお昼ナンです。』（なんばらきよたかのおひるなんです）という仮タイトルがあった。
前番組（「午後は○○おもいッきりテレビ」を始めとしたいわゆる「おもいッきりシリーズ」）はワイドショーの位置付けとして40代以上の中高年主婦をターゲットとしていたが、当番組はバラエティ番組と位置付けられ、「20代から30代の若い女性の主婦の視聴者をターゲット」としており、グルメ・ファッション・エンタメ・ニュース・レジャーなどの情報をクイズ・ランキング・ゲーム形式にして紹介する企画や、人気スポットを巡るロケ企画、ミュージシャンの生演奏などのコーナーがある。なお、2023年より『行きたい!食べたい!やってみたい!』というフレーズを番組コンセプトとして掲げている。
番組ロケは主に関東地方から山梨県・静岡県の観光スポット等で行われる事が多いが、日に依っては関東地方以外や西日本方面等へ遠征する事もある。
番組開始から2012年3月30日までは事前番組として、11:25 - 11:30に『まもなく!ヒルナンデス!』も放送されていた（後述）。一方、クロスプログラムは番組開始当初から継続しており、木曜日のみ2012年4月頃からナレーターではなく出演者が番組予告をVTR画面の下半分にあるワイプからリレー形式で読んでいたが、2016年後期以降は木曜日も他の曜日同様のパターンになり、全曜日でクロスプログラムが統一された。なお、このクロスプログラムは放送されていない地域がある（放送地域はNNNストレイトニュース#ネット局の「ヒルナンデス!」ジャンクションネット状況を参照）。2018年6月現在、11:43.45から15秒間放送されている。
スタジオは観覧方式（以前の朝・昼のワイドショーや2023年1月9日からフジテレビ系列で開始した『ぽかぽか』で見られる「サロントーク型」のスタイル）で、観覧者は18歳以上の視聴者からハガキと公式サイトで募集している。
スタジオセットはこれまでに2017年10月2日、2023年3月27日に2度リニューアルされている。
また民放5社で唯一、当時間帯で放送している番組におけるリアルタイム字幕放送も実施していない。

## 出演者

### 現在
| 月曜日                                                  | 火曜日 | 水曜日                                                                | 木曜日                                                            | 金曜日                                             |
| メインMC                                                | メインMC | メインMC                                                              | メインMC                                                          | メインMC                                           |
| ------------------------------------------------------- | --- | --------------------------------------------------------------------- | ----------------------------------------------------------------- | -------------------------------------------------- |
| 南原清隆（ウッチャンナンチャン）                        | |                                                                       |                                                                   |                                                    |
| アシスタント                                            | |                                                                       |                                                                   |                                                    |
| 浦野モモ（日本テレビアナウンサー）                      | |                                                                       |                                                                   |                                                    |
| 曜日レギュラー                                          | |                                                                       |                                                                   |                                                    |
| - 小峠英二（バイきんぐ） - コットン - 小島奈津子 - 夏菜 | - いとうあさこ - 八乙女光（Hey! Say! JUMP） - 有岡大貴（Hey! Say! JUMP） - 佐藤栞里 - チョコレートプラネット | - マヂカルラブリー - 吉村崇（平成ノブシコブシ） - 秋元真夏 - 小倉優子 | - 横山裕（SUPER EIGHT） - 生見愛瑠 - 木村昴 - 大沢あかね - やす子 | - 久本雅美 - 陣内智則 - ぺこぱ - 王林 - 西尾由佳理 |
| シーズンレギュラー                                      | |                                                                       |                                                                   |                                                    |
|                                                         | | NiziU                                                                 |                                                                   |                                                    |

#### コーナーレギュラー
- レギュラーコーナー終了後も不定期でゲストやVTR企画に出演することもある。

| 出演者                                              | コーナー名                                                                 | 備考 |
| 月曜日                                              | 月曜日                                                                     | 月曜日 |
| --------------------------------------------------- | -------------------------------------------------------------------------- | --- |
| 坪倉由幸（我が家）                                  | 『料理の超キホン検定』 他                                                  | 元月曜レギュラー。2017年3月にスタジオから卒業し、VTR企画のMC等で出演 |
| 関口メンディー （当時GENERATIONS from EXILE TRIBE） | 『格安バスツアー』                                                         | 2017年12月以降、レギュラー出演。2020年3月にコーナー終了。 以降も不定期でVTR企画や、グループ全員でスタジオゲストとして出演している。                                        |
| 五十嵐美幸                                          | 『料理の超キホン検定』                                                     | 中華料理 美虎のオーナーシェフ |
| 島本美由紀                                          | 『冷蔵庫の中身調べるンデス!』 『マネーダイエット』                         | 料理研究家・食品ロス削減アドバイザー |
| 業務田スー子                                        | 『業務スーパーで出口調査』                                                 | |
| 梅沢富美男                                          | 大御所芸能人企画                                                           | 不定期でスタジオにゲスト出演することもある。 |
| 藤あや子                                            | 大御所芸能人企画                                                           | 2023年度より出演。 |
| 西村瑞樹（バイきんぐ）                              | 『梅沢富美男、初めてのキャンプ』など                                       | 月曜レギュラーの小峠英二の相方 |
| 松橋周太呂                                          | 『最新家電特集』                                                           | |
| リュウジ                                            | 『リュウジレシピ』など                                                     | 料理研究家。2022年4月より裏番組に不定期で出演。 裏番組終了以降は出演していない。                                                                                           |
| さきぽん                                            | 『ダイエット企画』                                                         | |
| 八幡カオル                                          | 『ダイエット企画』                                                         | 2024年6月24日放送で初出演。 |
| 薪子（梵天）                                        | 『ダイエット企画』                                                         | 2024年6月24日放送で初出演。 |
| 滝沢秀一（マシンガンズ）                            | 『マネーダイエット』など                                                   | 家族でVTR出演（不定期でスタジオにも出演）。 2023年2月6日放送では、相方の西堀亮と共にコンビでスタジオにゲスト出演した。                                                     |
| 村方乃々佳                                          | 『小峠、父になる』                                                         | 祝日を中心にスタジオゲストとして出演する場合もある。 |
| 髙地優吾（SixTONES）                                | 『キャンプ特集』他                                                         | キャンプインストラクターの資格保持者。また、温泉ソムリエの資格も持つため『温泉特集』のロケにも出演することもある。                                                         |
| せいや（霜降り明星）                                | 『霜降り明星せいやの今がお得ツアー』                                       | |
| 火曜日                                              |                                                                            | |
| JOY                                                 | 『JOYの激安調査隊ナンデス』 『JOYの路線バスすごろく旅』など                | 元火曜（隔週）レギュラー。 2015年1月の「〜すごろく旅」第3弾企画でレギュラーコーナーは終了。                                                                                |
| あばれる君                                          | 『あばれる君の東京23区ボーダー散歩』など                                   | |
| メイプル超合金                                      | 『メイプル超合金の突撃!ギリギリアンケート』                                | 2017年1月から3月まで出演。後述の通り、2017年4月からは金曜レギュラーとして2019年9月まで出演。                                                                               |
| トレンディエンジェル                                | 『トレンディエンジェルの突撃!ペ・ペ・ペアンケート』                        | 2017年4月から8月まで出演。 |
| 植松晃士                                            | 『格安コーデバトル』 『プチプラ-1 グランプリ』など                         | 2012年4月から出演。不定期でスタジオにゲスト出演することもある。 |
| 藤井恒久 （当時:日本テレビアナウンサー）            | 『格安コーデバトル』                                                       | 2012年4月 - 2020年10月まで植松と共にMCを担当。 同年9月に編成局宣伝部への人事異動に伴い卒業を発表。卒業後は、同局の男性アナウンサーや小宮浩信（三四郎）などが担当していた。 |
| 平野ノラ                                            | 『平野ノラの昭和レトロ散歩』など                                           | 2017年10月から2019年5月まで出演。 |
| 石原良純                                            | 『ローカル線ぶらり旅』                                                     | 不定期でスタジオにゲスト出演することもある。 |
| 大久保佳代子（オアシズ）                            | 『あさこ&佳代子のオトナ女子旅』                                            | |
| 島崎和歌子                                          | 『本音トリオ・本音ショッピング』                                           | 2023年1月より裏番組のレギュラーとして出演中のため事実上降板。 |
| 森口博子                                            | 『本音トリオ・本音ショッピング』                                           | |
| 松丸亮吾                                            | 『謎解きバトル』                                                           | 2020年度より出演。生放送企画のため、その日のゲストとして出演することもある。                                                                                               |
| 向井慧（パンサー）                                  | 『プチプラ-1 グランプリ』                                                  | 植松と共にMCを担当。 |
| 藤井恵                                              | 『女子3人でトークッキング』                                                | 料理研究家。元キユーピー3分クッキング講師 |
| 阿部祐二                                            | 『密着24時』                                                               | 篠原の降板以降、日本テレビアナウンサーと共に出演することがある。 |
| 水曜日                                              |                                                                            | |
| 松本明子                                            | 『ドケチ隊が行く激安店ツアー』など                                         | 2014年4月からレギュラー出演。 |
| 和牛                                                | 『和牛が牛一頭分食べる旅』 『和牛がパンを作るンデス!』など                 | 2018年1月 - 2019年3月まで出演。 後述のとおり、同年4月から水曜レギュラーとして2022年9月まで出演。                                                                           |
| mako                                                | 『家政婦 マコさん』                                                        | 「家政婦マコ」名義で出演。 |
| 森富美（日本テレビアナウンサー）                    | 『ホカンス』・『ホテルでプチ贅沢体験』                                     | 当番組のニュースコーナーも担当していた。 |
| 藤田ユウキ（バンビーノ）                            | 『密着!副業生活』                                                          | 2022年10月から3ヶ月間、家族で定期的に出演。2023年2月にコーナー終了。 |
| 小田井涼平                                          | 『日帰りバスツアー』                                                       | 元水曜シーズンレギュラー。降板以降も定期的に出演。 |
| 福田麻貴（3時のヒロイン）                           | 『日帰りバスツアー』                                                       | 2023年7月以降より出演。 |
| かなで（3時のヒロイン）                             | 『日帰りバスツアー』                                                       | 2023年7月以降より出演。 |
| 安村直樹（日本テレビアナウンサー）                  | 『「へぇー」禁止ショッピング』                                             | |
| 今井亮                                              | 『お悩み解決ライブキッチン』                                               | キユーピー3分クッキングに出演している料理研究家、当時水曜シーズンレギュラーの秋元真夏と出演。2024年頃から。                                                                |
| 純烈                                                | 『ふれあい全国巡業グルメ』                                                 | 岩永洋昭が脱退したため、2025年5月28日放送分からメンバーが3人となった。 |
| 木曜日                                              |                                                                            | |
| 田崎真也                                            | 『ツウになりたいンデス!』                                                  | ソムリエ |
| 茂出木浩司                                          | 『大ヨコヤマクッキング』など                                               | 日本橋たいめいけん3代目シェフとして料理コーナーを中心に出演。 |
| 虻川美穂子（北陽）                                  | 『ファッションセンス格付けランキング』など                                 | 元木曜レギュラー。2017年3月にスタジオから卒業以降、2019年12月までレギュラー出演。                                                                                          |
| 菅谷大介（日本テレビアナウンサー）                  | 『オシャレ探し』 『タンスの肥やしコーデ』など                              | 他曜日のVTR企画にも出演。 |
| 伊沢拓司                                            | 『伊沢拓司のクイズ旅』                                                     | |
| 岡田圭右（ますだおかだ）                            | 『伊沢拓司のクイズ旅』                                                     | 2023年4月以降、『大沢女子会』で進行役として出演 |
| 鈴木福                                              | 『福くん旅』など                                                           | 夏休みを中心に出演。一人旅のほかに兄妹で出演することもあった。 2023年度の木曜『日替わりMC』を担当。                                                                        |
| 長谷川忍（シソンヌ）                                | 『（大都会になぜ?）東京農家』                                              | 2019年9月からレギュラー出演。2021年3月にコーナー終了。 以降は月曜VTR企画『I LOVE 埼玉』やスタジオゲストとしてコンビで出演することがある。                                  |
| 印度カリー子                                        | 『スパイス一つでなんでもカリー子』                                         | |
| 小山田早織                                          | 『ファッションセンス格付けバトル』                                         | 審査員としてレギュラー出演。 この他にひるいちか・MBも出演することがある。                                                                                                  |
| いくら直幸                                          | 『ファッションセンス格付けバトル』                                         | 審査員としてレギュラー出演。 この他にひるいちか・MBも出演することがある。                                                                                                  |
| 山本あきこ                                          | 『ファッションセンス格付けバトル』                                         | 審査員としてレギュラー出演。 この他にひるいちか・MBも出演することがある。                                                                                                  |
| 彦摩呂                                              | 『世界一ウマそうな〇〇（地名）の歩き方』                                   | |
| 勝俣州和                                            | 『世界一ウマそうな〇〇（地名）の歩き方』                                   | |
| 石塚英彦（ホンジャマカ）                            | 『世界一ウマそうな〇〇（地名）の歩き方』                                   | |
| 長野博                                              | 『世界一ウマそうな〇〇（地名）の歩き方』                                   | 他に、レストランや寿司店などの料理を食べてランク付けする『長野くんたちが食べてランク付け』にも出演。                                                                       |
| 藤本美貴                                            | 『大沢女子旅（ママ友旅）』                                                 | 不定期でスタジオにゲスト出演することもある。 |
| 中村仁美                                            | 『大沢女子会』                                                             | その他に板野友美・鈴木亜美なども出演。 |
| 山口もえ                                            | 『大沢女子会』                                                             | その他に板野友美・鈴木亜美なども出演。 |
| 友近                                                | 『友近旅』 『日本のいい宿 惚れる宿』                                       | 元木曜レギュラー。2022年10月ごろより出演。 |
| 金曜日                                              |                                                                            | |
| ニッチェ                                            | 『東海道レッツ五十三次 新名物探し』 『沿線フォト散歩』（たんぽぽ川村のみ） | 元金曜隔週レギュラー。2017年3月のスタジオ卒業から2018年9月まで出演。 ニッチェのメンバーである江上敬子は2023年以降、水曜日の『〇〇商店街を全部歩く』にレギュラー出演中。    |
| たんぽぽ                                            | 『東海道レッツ五十三次 新名物探し』 『沿線フォト散歩』（たんぽぽ川村のみ） | 元金曜隔週レギュラー。2017年3月のスタジオ卒業から2018年9月まで出演。 ニッチェのメンバーである江上敬子は2023年以降、水曜日の『〇〇商店街を全部歩く』にレギュラー出演中。    |
| 中井精也                                            | 『沿線フォト散歩』                                                         | 鉄道写真家。代役として同じく鉄道写真家の伊藤宏美が出演したこともある。 |
| 山里亮太（南海キャンディーズ）                      | 『3色ショッピング』など                                                    | 2011年4月 - 2020年3月まで、金曜VTR企画のコーナーMCとして出演。 |
| 風間俊介                                            | 『ディズニー企画』                                                         | |
| 浅倉大介                                            | 『ディズニー企画』                                                         | |
| なすなかにし                                        | 『ヒルナン国民投票 ナン対ナン』                                            | 2021年度内に放送されたスタジオ企画のMCとしてレギュラー出演。 |
| ふくらP（QuizKnock）                                | 『子供に教えたい感動知識旅』など                                           | 不定期でスタジオにゲスト出演することもある。 |
| ソーズビー                                          | 『思い切って 神カット!』 『パパを華麗に大変身!美ダンディー』など           | 2022年を中心にVTR企画を担当。 |
| 北斗晶                                              | 『北斗＆凛のスーパーお買い得ッキング』                                     | |
| 門倉凛                                              | 『北斗＆凛のスーパーお買い得ッキング』                                     | 2023年2月以降、リングネーム改名に伴い『凛』名義で出演。 |
| 辻岡義堂（日本テレビアナウンサー）                  | 『北斗＆凛のスーパーお買い得ッキング』 他                                  | 元金曜レギュラー。他曜日のVTR企画にも出演。 |
| 関根勤                                              | 『3世代グルメツアー』                                                      | |
| 羽鳥慎一                                            | 『東京アナグルメ散歩』など                                                 | 元日本テレビアナウンサー。 当コーナーにレギュラー出演するが、別仕事の都合で途中からの参加する場合もある。 2023年度の金曜『日替わりMC』を担当。                             |
| 八木亜希子                                          | 『東京アナグルメ散歩』など                                                 | 元フジテレビアナウンサー。その他に、西尾由佳理・木佐彩子なども出演。 |
| アンミカ                                            | 『アンミカの最旬トレンドアイテムで毎日コーデ』                             | 2023年1月以降、レギュラー出演。 |
| 忽滑谷こころ（日本テレビアナウンサー）              | 『外国人が感動買い!日本で買ったものはな〜に?』                             | 外国への留学経験があることからインタビュアーとして出演。 |
| 藤田大介（日本テレビアナウンサー）                  | 『沿線マップ旅』                                                           | 不定期でニュースコーナーも担当。 当コーナーでは「沿線家族旅の達人」として出演。ロケ地沿線を事前調査し作成したマップを基にロケを展開する。                                  |
| 天野ひろゆき（キャイ～ン）                          | 『お取り寄せグルメ』などのグルメ企画                                       | |
| 森公美子                                            | 『お取り寄せグルメ』などのグルメ企画                                       | |
| はとバスのガイドさん                                | 『はとバスガイド厳選ツアー』                                               | 久本雅美、王林とゲストがVTR出演。2025年3月まではSHELLYも出演していた。 |

### 歴代出演者

#### メインMC・アシスタント
- メインMCの南原清隆以外は出演当時、全員日本テレビアナウンサー。

| 期間 | 期間       | メインMC                          | アシスタント | アシスタント |
| 期間 | 期間       | メインMC                          | 男性         | 女性         |
| --- | ---------- | --------------------------------- | ------------ | ------------ |
| 2011.3.28 | 2017.9.29  | 南原清隆 （ウッチャンナンチャン） | （不在）     | 水卜麻美     |
| 2017.10.2 | 2021.3.26  | 南原清隆 （ウッチャンナンチャン） | 梅澤廉       | 滝菜月       |
| 2021.3.29 | 2022.12.26 | 南原清隆 （ウッチャンナンチャン） | 篠原光       | 滝菜月       |
| 2023.1.5 | 現在       | 南原清隆 （ウッチャンナンチャン） | （不在）     | 浦野モモ     |
| - 2020年10月から2022年12月までは、月曜・水曜・金曜と火曜・木曜とでアシスタントとニュースコーナーを隔週交互に担当。 |            |                                   |              |              |

#### ニュースキャスター
- 出演当時、全員日本テレビアナウンサー。

| 期間 | 期間       | 月曜                              | 火曜                                 | 水曜                              | 木曜                              | 金曜                              |
| --- | ---------- | --------------------------------- | ------------------------------------ | --------------------------------- | --------------------------------- | --------------------------------- |
| 2011.3.28 | 2011.12.29 | （コーナーなし）                  | （コーナーなし）                     | （コーナーなし）                  | （コーナーなし）                  | （コーナーなし）                  |
| 2012.1.6 | 2018.9.28  | 森富美1・2                        | 森富美1・2                           | 森富美1・2                        | 森富美1・2                        | 森富美1・2                        |
| 2018.10.1 | 2019.9.27  | 杉上佐智枝3・4・5 久野静香3・4・5 | 杉上佐智枝3・4・5 久野静香3・4・5    | 杉上佐智枝3・4・5 久野静香3・4・5 | 杉上佐智枝3・4・5 久野静香3・4・5 | 杉上佐智枝3・4・5 久野静香3・4・5 |
| 2019.9.30 | 2020.4.3   | 郡司恭子4                         | 笹崎里菜4                            | 笹崎里菜4                         | 郡司恭子4                         | 杉野真実4・6                      |
| 2020.4.6 | 2020.4.10  | 杉野真実4・6                      | 杉野真実4・6                         | 杉上佐智枝4・6                    | 杉上佐智枝4・6                    | 杉野真実4・6                      |
| 2020.4.13 | 2020.6.12  | 笹崎里菜3・4・6 郡司恭子3・4・6   | 笹崎里菜3・4・6 杉上佐智枝1・3・4・6 | 笹崎里菜3・4・6 郡司恭子3・4・6   | 笹崎里菜3・4・6 郡司恭子3・4・6   | 笹崎里菜3・4・6 郡司恭子3・4・6   |
| 2020.6.15 | 2020.9.25  | 郡司恭子4                         | 笹崎里菜4                            | 笹崎里菜4                         | 郡司恭子4                         | 杉野真実4                         |
| 2020.9.28 | 2021.10.1  | （アシスタントが兼務）            | （アシスタントが兼務）               | （アシスタントが兼務）            | （アシスタントが兼務）            | （アシスタントが兼務）            |
| 2021.10.4 | 2022.8.26  | （アシスタントが兼務）            | （アシスタントが兼務）               | 田辺大智7                         | （アシスタントが兼務）            | （アシスタントが兼務）            |
| 2022.8.29 | 2022.12.26 | （アシスタントが兼務）            | （アシスタントが兼務）               | （アシスタントが兼務）            | （アシスタントが兼務）            | （アシスタントが兼務）            |
| 2023.1.5 | 2023.3.31  | 後呂有紗                          | 森富美                               | 森富美                            | 杉上佐智枝                        | 杉上佐智枝                        |
| 2023.4.3 | 2023.6.2   | 梅澤廉8                           | 杉上佐智枝                           | 田中毅9                           | 後呂有紗8                         | 佐藤梨那9                         |
| 2023.6.5 | 2023.9.29  | 梅澤廉8                           | 林田美学                             | 田中毅9                           | 後呂有紗8                         | 佐藤梨那9                         |
| 2023.10.2 | 2024.3.29  | 梅澤廉8                           | 市來玲奈                             | 田中毅9                           | 後呂有紗8                         | 佐藤梨那9                         |
| 2024.4.1 | 2024.9.27  | 市來玲奈10                        | 佐藤真知子10                         | 後呂有紗10                        | 伊藤遼                            | 渡邉結衣                          |
| 2024.9.30 | 2024.11.8  | 市來玲奈10                        | 佐藤真知子10                         | 後呂有紗10                        | 伊藤遼                            | 山本里咲                          |
| 2024.11.11 | 2025.3.28  | 市來玲奈10                        | 佐藤真知子10                         | 住岡佑樹10                        | 伊藤遼                            | 山本里咲                          |
| 2025.3.31 |            | （コーナー廃止）                  | （コーナー廃止）                     | （コーナー廃止）                  | （コーナー廃止）                  | （コーナー廃止）                  |
| - 1 同日の『NNNストレイトニュース』を兼務。 - 2 夏季休暇で矢島学が担当することがあった。 - 3 隔週交代制 - 4 『情報ライブ ミヤネ屋』のニュースコーナーを兼務。 - 5 不定期（主に夏季休暇）で後藤晴菜が担当することがあった。 - 6 新型コロナウイルス感染拡大防止策の一環により出演体制を変更。 - 7 篠原と隔週で担当。滝は原則アシスタントとしての隔週出演となるが不定期でニュースコーナーを担当する場合もあった。 - 8 同曜日の『深層NEWS』サブキャスターを兼務。 - 9 同曜日の『DayDay.』ナレーターを兼務 - 10 同曜日の『ストレイトニュース（11:20 - 11:30）』を兼務。 |            |                                   |                                      |                                   |                                   |                                   |

#### 曜日レギュラー
- 一部グループ名・コンビ名は省略。
- 加入順に表記。同時期に加入している出演者が並ぶ場合は五十音順に表記。
  - 太字のレギュラーは2016年3月まで『曜日MC（月〜木曜）』・『スペシャルレギュラー（金曜）』
  - ◎のレギュラーは隔週出演。

| 期間       | 期間       | 月曜                             | 月曜                     | 火曜                                            | 火曜                                 | 水曜                                                 | 水曜                           | 木曜                                   | 木曜                         | 金曜                                      | 金曜                                      |
| 期間       | 期間       | 男性                             | 女性                     | 男性                                            | 女性                                 | 男性                                                 | 女性                           | 男性                                   | 女性                         | 男性                                      | 女性                                      |
| ---------- | ---------- | -------------------------------- | ------------------------ | ----------------------------------------------- | ------------------------------------ | ---------------------------------------------------- | ------------------------------ | -------------------------------------- | ---------------------------- | ----------------------------------------- | ----------------------------------------- |
| 2011.3.28  | 2011.7.1   | 遠藤章造 ユージ 我が家           | 優木まおみ 愛実◎ ローラ◎ | 渡部建 JOY ライセンス                           | いとうあさこ 吉川友◎ ローラ・チャン◎ | つるの剛士 土田晃之 ミッツ・マングローブ◎            | 小森純 河北麻友子◎ 三浦奈保子◎ | 村上信五 横山裕 サバンナ               | 虻川美穂子 足立梨花◎ 平愛梨◎ | 有吉弘行 白石隼也 辻岡義堂 フルーツポンチ | 久本雅美 内田理央◎ 松井絵里奈◎            |
| 2011.7.4   | 2011.9.30  | 遠藤章造 ユージ 我が家           | 優木まおみ 愛実◎         | 渡部建 JOY ライセンス                           | いとうあさこ 吉川友◎ ローラ・チャン◎ | つるの剛士 土田晃之 ミッツ・マングローブ◎            | 小森純 河北麻友子◎ 三浦奈保子◎ | 村上信五 横山裕 サバンナ               | 虻川美穂子 足立梨花◎ 平愛梨◎ | 有吉弘行 白石隼也 辻岡義堂 フルーツポンチ | 久本雅美 内田理央◎ 松井絵里奈◎            |
| 2011.10.3  | 2012.3.30  | 遠藤章造 ユージ 我が家           | 優木まおみ 愛実◎         | 渡部建 JOY ライセンス                           | いとうあさこ 吉川友◎ ローラ・チャン◎ | つるの剛士 土田晃之 オードリー ミッツ・マングローブ◎ | 小森純 河北麻友子◎ 三浦奈保子◎ | 村上信五 横山裕 サバンナ               | 虻川美穂子 足立梨花◎ 平愛梨◎ | 有吉弘行 白石隼也 辻岡義堂 フルーツポンチ | 久本雅美 内田理央◎ 松井絵里奈◎            |
| 2012.4.2   | 2012.9.28  | 遠藤章造 坪倉由幸                | 優木まおみ 森三中        | 渡部建 JOY◎ オリエンタルラジオ◎                 | いとうあさこ SHELLY                  | つるの剛士 土田晃之 オードリー ミッツ・マングローブ  | 小森純                         | 村上信五 横山裕 サバンナ               | 虻川美穂子 足立梨花◎ 平愛梨◎ | 有吉弘行 ライセンス                       | 久本雅美 矢口真里 松井絵里奈◎ 河北麻友子◎ |
| 2012.10.1  | 2013.3.29  | 遠藤章造 坪倉由幸                | 優木まおみ 森三中        | 渡部建 オリエンタルラジオ                       | いとうあさこ SHELLY                  | つるの剛士 土田晃之 オードリー ミッツ・マングローブ  | 小森純                         | 村上信五 横山裕 サバンナ               | 虻川美穂子 平愛梨            | 有吉弘行 ライセンス                       | 久本雅美 矢口真里 河北麻友子◎ 足立梨花◎   |
| 2013.4.1   | 2013.5.31  | 遠藤章造 坪倉由幸                | 優木まおみ 森三中        | 渡部建 オリエンタルラジオ                       | いとうあさこ SHELLY                  | つるの剛士 土田晃之 オードリー ミッツ・マングローブ  | 小島瑠璃子                     | 村上信五 横山裕 サバンナ               | 虻川美穂子 平愛梨            | 有吉弘行 ライセンス                       | 久本雅美 矢口真里 河北麻友子              |
| 2013.6.3   | 2013.9.27  | 遠藤章造 坪倉由幸                | 優木まおみ 森三中        | 渡部建 オリエンタルラジオ                       | いとうあさこ SHELLY                  | つるの剛士 土田晃之 オードリー ミッツ・マングローブ  | 小島瑠璃子                     | 村上信五 横山裕 サバンナ               | 虻川美穂子 平愛梨            | 有吉弘行 ライセンス                       | 久本雅美 河北麻友子                       |
| 2013.9.30  | 2014.3.31  | 遠藤章造 坪倉由幸                | 優木まおみ 森三中        | 渡部建 オリエンタルラジオ                       | いとうあさこ SHELLY                  | つるの剛士 土田晃之 オードリー ミッツ・マングローブ  | 小島瑠璃子                     | 村上信五 横山裕 サバンナ               | 虻川美穂子 平愛梨            | 有吉弘行 ライセンス                       | 久本雅美 河北麻友子 たんぽぽ◎ ニッチェ◎   |
| 2014.4.1   | 2014.10.3  | 遠藤章造 坪倉由幸 博多華丸・大吉 | 森三中                   | 渡部建 オリエンタルラジオ 有岡大貴 八乙女光     | いとうあさこ SHELLY                  | つるの剛士 オードリー ミッツ・マングローブ           | 小島瑠璃子 ハリセンボン        | 村上信五 横山裕 サバンナ               | 虻川美穂子 平愛梨            | 有吉弘行 ライセンス                       | 久本雅美 河北麻友子 たんぽぽ◎ ニッチェ◎   |
| 2014.10.6  | 2015.9.25  | 遠藤章造 坪倉由幸 博多華丸・大吉 | 森三中 マギー            | 渡部建 オリエンタルラジオ 有岡大貴 八乙女光     | いとうあさこ SHELLY                  | つるの剛士 オードリー ミッツ・マングローブ           | 小島瑠璃子 ハリセンボン        | 村上信五 横山裕 サバンナ               | 虻川美穂子 平愛梨            | 有吉弘行 ライセンス                       | 久本雅美 河北麻友子 たんぽぽ◎ ニッチェ◎   |
| 2015.9.28  | 2016.4.1   | 遠藤章造 坪倉由幸 博多華丸・大吉 | 森三中 マギー            | 渡部建 オリエンタルラジオ 有岡大貴 八乙女光     | いとうあさこ SHELLY                  | つるの剛士 オードリー ミッツ・マングローブ           | 小島瑠璃子 ハリセンボン        | 村上信五 横山裕 サバンナ               | 虻川美穂子 平愛梨            | 有吉弘行 ライセンス◎ 陣内智則◎            | 久本雅美 河北麻友子 たんぽぽ◎ ニッチェ◎   |
| 2016.4.4   | 2017.1.27  | 遠藤章造 坪倉由幸 博多華丸・大吉 | 森三中 マギー            | 渡部建 オリエンタルラジオ 有岡大貴 八乙女光     | いとうあさこ SHELLY おかずクラブ     | つるの剛士 オードリー ミッツ・マングローブ           | 小島瑠璃子 ハリセンボン        | 横山裕 サバンナ 桐山照史◎ 中間淳太◎    | 虻川美穂子 平愛梨 友近◎      | 有吉弘行 陣内智則                         | 久本雅美 河北麻友子 たんぽぽ◎ ニッチェ◎   |
| 2017.1.30  | 2017.3.31  | 遠藤章造 坪倉由幸 博多華丸・大吉 | 森三中 マギー            | 渡部建 オリエンタルラジオ 有岡大貴 八乙女光     | いとうあさこ SHELLY おかずクラブ     | つるの剛士 オードリー ミッツ・マングローブ           | 小島瑠璃子 ハリセンボン        | 横山裕 サバンナ 桐山照史◎ 中間淳太◎    | 虻川美穂子 友近◎             | 有吉弘行 陣内智則                         | 久本雅美 河北麻友子 たんぽぽ◎ ニッチェ◎   |
| 2017.4.3   | 2018.9.28  | 遠藤章造 博多華丸・大吉          | 森三中 マギー 藤田ニコル | 渡部建 オリエンタルラジオ 有岡大貴 八乙女光     | いとうあさこ SHELLY                  | つるの剛士 オードリー ミッツ・マングローブ           | ハリセンボン 佐藤栞里          | 横山裕 サバンナ 桐山照史 中間淳太      | 小島瑠璃子 友近◎             | 有吉弘行 陣内智則 カズレーザー            | 久本雅美 河北麻友子 安藤なつ              |
| 2018.10.1  | 2018.12.28 | 遠藤章造 博多華丸・大吉          | 森三中 藤田ニコル        | 渡部建 有岡大貴 八乙女光                        | いとうあさこ SHELLY 佐藤栞里         | つるの剛士 オードリー                                | ハリセンボン                   | 横山裕 サバンナ 桐山照史 中間淳太      | 小島瑠璃子 友近◎             | 有吉弘行 陣内智則 カズレーザー            | 久本雅美 河北麻友子 安藤なつ              |
| 2019.1.7   | 2019.3.29  | 遠藤章造 小峠英二                | 森三中 藤田ニコル        | 渡部建 有岡大貴 八乙女光                        | いとうあさこ SHELLY 佐藤栞里         | つるの剛士 オードリー                                | ハリセンボン                   | 横山裕 サバンナ 桐山照史 中間淳太      | 小島瑠璃子 友近◎             | 有吉弘行 陣内智則 カズレーザー            | 久本雅美 河北麻友子 安藤なつ              |
| 2019.4.1   | 2019.9.27  | 遠藤章造 小峠英二                | 森三中 藤田ニコル        | 渡部建 有岡大貴 八乙女光 チョコレートプラネット | いとうあさこ SHELLY 佐藤栞里         | つるの剛士 オードリー 和牛                           | ブルゾンちえみ                 | 横山裕 サバンナ 桐山照史 中間淳太      | 小島瑠璃子 友近◎             | 有吉弘行 陣内智則 カズレーザー            | 久本雅美 河北麻友子 安藤なつ              |
| 2019.9.30  | 2020.3.31  | 遠藤章造 小峠英二                | 森三中 藤田ニコル        | 渡部建 有岡大貴 八乙女光 チョコレートプラネット | いとうあさこ 佐藤栞里                | つるの剛士 オードリー 和牛                           | ブルゾンちえみ                 | 横山裕 サバンナ 桐山照史 中間淳太      | 小島瑠璃子 友近◎             | 陣内智則                                  | 久本雅美 河北麻友子 SHELLY                |
| 2020.4.1   | 2020.9.25  | 小峠英二                         | 森三中 藤田ニコル        | 渡部建 有岡大貴 八乙女光 チョコレートプラネット | いとうあさこ 佐藤栞里                | オードリー 和牛                                      | 阿佐ヶ谷姉妹                   | 横山裕 サバンナ 桐山照史 中間淳太      | 富田望生 友近◎               | 陣内智則                                  | 久本雅美 河北麻友子 SHELLY                |
| 2020.9.28  | 2021.3.26  | 小峠英二 小森隼                  | 森三中 藤田ニコル        | 有岡大貴 八乙女光 チョコレートプラネット        | いとうあさこ 佐藤栞里                | オードリー 和牛                                      | 阿佐ヶ谷姉妹                   | 横山裕 サバンナ 桐山照史 中間淳太      | 富田望生 友近◎               | 陣内智則                                  | 久本雅美 河北麻友子 SHELLY                |
| 2021.3.29  | 2021.10.1  | 小峠英二 小森隼                  | 藤田ニコル               | 有岡大貴 八乙女光 チョコレートプラネット        | いとうあさこ 佐藤栞里                | オードリー 和牛                                      | 阿佐ヶ谷姉妹                   | 横山裕 サバンナ 桐山照史 中間淳太      | 生見愛瑠 友近◎               | 陣内智則 ぺこぱ                           | 久本雅美 SHELLY 久間田琳加                |
| 2021.10.4  | 2022.4.1   | 小峠英二 小森隼                  | 藤田ニコル フワちゃん    | 有岡大貴 八乙女光 チョコレートプラネット        | いとうあさこ 佐藤栞里                | オードリー 和牛                                      | 阿佐ヶ谷姉妹                   | 横山裕 サバンナ 桐山照史 中間淳太      | 生見愛瑠 友近                | 陣内智則 ぺこぱ                           | 久本雅美 SHELLY 久間田琳加                |
| 2022.4.4   | 2022.7.1   | 小峠英二 小森隼                  | 藤田ニコル フワちゃん    | 有岡大貴 八乙女光 チョコレートプラネット        | いとうあさこ 佐藤栞里                | オードリー 和牛                                      | 阿佐ヶ谷姉妹 井桁弘恵          | 横山裕 桐山照史 中間淳太 木村昴        | 生見愛瑠                     | 陣内智則 ぺこぱ                           | 久本雅美 SHELLY                           |
| 2022.7.4   | 2022.9.30  | 小峠英二 小森隼                  | 藤田ニコル フワちゃん    | 有岡大貴 八乙女光 チョコレートプラネット        | いとうあさこ 佐藤栞里                | オードリー 和牛                                      | 阿佐ヶ谷姉妹 井桁弘恵          | 横山裕 桐山照史 中間淳太 木村昴        | 生見愛瑠 大沢あかね          | 陣内智則 ぺこぱ                           | 久本雅美 SHELLY                           |
| 2022.10.3  | 2022.10.28 | 小峠英二 小森隼                  | 藤田ニコル フワちゃん    | 有岡大貴 八乙女光 チョコレートプラネット        | いとうあさこ 佐藤栞里                | オードリー                                           | 阿佐ヶ谷姉妹 井桁弘恵          | 横山裕 桐山照史 中間淳太 木村昴        | 生見愛瑠 大沢あかね          | 陣内智則 ぺこぱ                           | 久本雅美 SHELLY 王林                      |
| 2022.10.31 | 2023.3.31  | 小峠英二 小森隼                  | 藤田ニコル フワちゃん    | 有岡大貴 八乙女光 チョコレートプラネット        | いとうあさこ 佐藤栞里                | オードリー マヂカルラブリー                          | 阿佐ヶ谷姉妹 井桁弘恵          | 横山裕 桐山照史 中間淳太 木村昴        | 生見愛瑠 大沢あかね          | 陣内智則 ぺこぱ                           | 久本雅美 SHELLY 王林                      |
| 2023.4.3   | 2023.6.30  | 小峠英二 小森隼 コットン         | 藤田ニコル フワちゃん    | 有岡大貴 八乙女光 チョコレートプラネット        | いとうあさこ 佐藤栞里                | オードリー マヂカルラブリー                          | 井桁弘恵 川田裕美              | 横山裕 桐山照史 中間淳太 木村昴 吉村崇 | 生見愛瑠 大沢あかね          | 陣内智則 ぺこぱ                           | 久本雅美 SHELLY 王林                      |
| 2023.7.3   | 2023.12.27 | 小峠英二 小森隼 コットン         | 藤田ニコル フワちゃん    | 有岡大貴 八乙女光 チョコレートプラネット        | いとうあさこ 佐藤栞里                | マヂカルラブリー 吉村崇                              | 井桁弘恵 川田裕美              | 横山裕 桐山照史 中間淳太 木村昴        | 生見愛瑠 大沢あかね          | 陣内智則 ぺこぱ                           | 久本雅美 SHELLY 王林                      |
| 2024.1.5   | 2024.3.29  | 小峠英二 コットン                | 藤田ニコル フワちゃん    | 有岡大貴 八乙女光 チョコレートプラネット        | いとうあさこ 佐藤栞里                | マヂカルラブリー 吉村崇                              | 井桁弘恵 川田裕美              | 横山裕 木村昴                          | 生見愛瑠 大沢あかね          | 陣内智則 ぺこぱ                           | 久本雅美 SHELLY 王林                      |
| 2024.4.1   | 2024.6.28  | 小峠英二 コットン                | 藤田ニコル               | 有岡大貴 八乙女光 チョコレートプラネット        | いとうあさこ 佐藤栞里                | マヂカルラブリー 吉村崇                              | 井桁弘恵 川田裕美              | 横山裕 木村昴                          | 生見愛瑠 大沢あかね          | 陣内智則 ぺこぱ                           | 久本雅美 SHELLY 王林                      |
| 2024.7.1   | 2024.9.27  | 小峠英二 コットン                | 藤田ニコル 小島奈津子    | 有岡大貴 八乙女光 チョコレートプラネット        | いとうあさこ 佐藤栞里                | マヂカルラブリー 吉村崇                              | 井桁弘恵 川田裕美              | 横山裕 木村昴                          | 生見愛瑠 大沢あかね やす子   | 陣内智則 ぺこぱ                           | 久本雅美 SHELLY 王林                      |
| 2024.9.30  | 2025.2.28  | 小峠英二 コットン                | 藤田ニコル 小島奈津子    | 有岡大貴 八乙女光 チョコレートプラネット        | いとうあさこ 佐藤栞里                | マヂカルラブリー 吉村崇                              | 川田裕美                       | 横山裕 木村昴                          | 生見愛瑠 大沢あかね やす子   | 陣内智則 ぺこぱ                           | 久本雅美 SHELLY 王林                      |
| 2025.3.3   | 2025.3.28  | 小峠英二 コットン                | 藤田ニコル 小島奈津子    | 有岡大貴 八乙女光 チョコレートプラネット        | いとうあさこ 佐藤栞里                | マヂカルラブリー 吉村崇                              | 川田裕美 秋元真夏              | 横山裕 木村昴                          | 生見愛瑠 大沢あかね やす子   | 陣内智則 ぺこぱ                           | 久本雅美 SHELLY 王林                      |
| 2025.3.31  |            | 小峠英二 コットン                | 小島奈津子 夏菜          | 有岡大貴 八乙女光 チョコレートプラネット        | いとうあさこ 佐藤栞里                | マヂカルラブリー 吉村崇                              | 秋元真夏 小倉優子              | 横山裕 木村昴                          | 生見愛瑠 大沢あかね やす子   | 陣内智則 ぺこぱ                           | 久本雅美 王林 西尾由佳理                  |

#### シーズンレギュラー・マンスリーゲスト
- 曜日レギュラーと同様に一部グループ名・コンビ名は省略。
- 出演期間は原則2ヶ月であるが、小島・やす子が6ヶ月、秋元は5ヶ月、山之内・島・シーズン芸人・大沢は3ヶ月出演している。
  - 火曜日は導入以来、現在まで起用された事がない。
  - 2020年8月 - 9月、2021年8月・11月 - 12月、2022年8月 - 2023年6月には起用されていない。
- 斜字は、降板後に曜日レギュラーとなったシーズンレギュラー。太字はそのまま曜日レギュラーとして昇格したシーズンレギュラー。
- 2022年12月より1ヶ月間、毎週ゲストとして出演するマンスリーゲストを起用。
  - 2023年1月、同年4月 - 6月、2025年3月 - 6月には起用されていない。

| 期間   | 期間 | シーズンレギュラー | シーズンレギュラー | シーズンレギュラー | シーズンレギュラー                            | シーズンレギュラー | マンスリーゲスト  | マンスリーゲスト |
| 期間   | 期間 | 月曜               | 火曜               | 水曜               | 木曜                                          | 金曜               | 月曜 - 水曜・金曜 | 木曜             |
| ------ | ---- | ------------------ | ------------------ | ------------------ | --------------------------------------------- | ------------------ | ----------------- | ---------------- |
| 2019年 | 10月 |                    |                    | 富田望生           |                                               | 杉野遥亮           |                   |                  |
| 2019年 | 11月 |                    |                    | 富田望生           |                                               | 杉野遥亮           |                   |                  |
| 2019年 | 12月 | 木村沙織           | 川島明             |                    |                                               |                    |                   |                  |
| 2020年 | 1月  | 木村沙織           | 川島明             |                    |                                               |                    |                   |                  |
| 2020年 | 2月  | 生見愛瑠           | 黒羽麻璃央         |                    |                                               |                    |                   |                  |
| 2020年 | 3月  | 生見愛瑠           | 黒羽麻璃央         |                    |                                               |                    |                   |                  |
| 2020年 | 4月  | 島太星             |                    | 山之内すず         | シーズン芸人 アインシュタイン かが屋 宮下草薙 |                    |                   |                  |
| 2020年 | 5月  | 島太星             |                    | 山之内すず         | シーズン芸人 アインシュタイン かが屋 宮下草薙 |                    |                   |                  |
| 2020年 | 6月  | 島太星             |                    | 山之内すず         | シーズン芸人 アインシュタイン かが屋 宮下草薙 |                    |                   |                  |
| 2020年 | 7月  |                    |                    |                    | シーズン芸人 アインシュタイン かが屋 宮下草薙 |                    |                   |                  |
| 2020年 | 10月 |                    |                    | 久間田琳加         |                                               | 瀬戸利樹           |                   |                  |
| 2020年 | 11月 |                    |                    | 久間田琳加         |                                               | 瀬戸利樹           |                   |                  |
| 2020年 | 12月 | 山下美月           | 佐野勇斗           |                    |                                               |                    |                   |                  |
| 2021年 | 1月  | 山下美月           | 佐野勇斗           |                    |                                               |                    |                   |                  |
| 2021年 | 2月  | 横田真悠           | 中村隼人           |                    |                                               |                    |                   |                  |
| 2021年 | 3月  | 横田真悠           | 中村隼人           |                    |                                               |                    |                   |                  |
| 2021年 | 4月  | 香音               |                    |                    |                                               |                    |                   |                  |
| 2021年 | 5月  | 香音               |                    |                    |                                               |                    |                   |                  |
| 2021年 | 6月  | 上國料萌衣         |                    |                    |                                               |                    |                   |                  |
| 2021年 | 7月  | 上國料萌衣         |                    |                    |                                               |                    |                   |                  |
| 2021年 | 9月  |                    |                    | 堀未央奈           |                                               |                    |                   |                  |
| 2021年 | 10月 |                    |                    | 堀未央奈           |                                               |                    |                   |                  |
| 2022年 | 1月  |                    |                    | 井桁弘恵           |                                               |                    |                   |                  |
| 2022年 | 2月  | 与那嶺瑠唯         |                    | 井桁弘恵           |                                               |                    |                   |                  |
| 2022年 | 3月  | 与那嶺瑠唯         |                    |                    |                                               |                    |                   |                  |
| 2022年 | 4月  |                    |                    |                    | 大沢あかね                                    |                    |                   |                  |
| 2022年 | 5月  |                    |                    |                    | 大沢あかね                                    |                    |                   |                  |
| 2022年 | 6月  | 荒牧慶彦           |                    |                    | 大沢あかね                                    |                    |                   |                  |
| 2022年 | 7月  | 荒牧慶彦           |                    |                    |                                               |                    |                   |                  |
| 2022年 | 12月 |                    |                    |                    |                                               |                    |                   | 柳沢慎吾         |
| 2023年 | 2月  | 小杉竜一           |                    |                    |                                               |                    |                   |                  |
| 2023年 | 3月  | 錦鯉               |                    |                    |                                               |                    |                   |                  |
| 2023年 | 7月  |                    |                    | 中澤佑二           |                                               |                    |                   |                  |
| 2023年 | 8月  |                    |                    | 中澤佑二           |                                               |                    |                   |                  |
| 2023年 | 9月  | 小田井涼平         |                    |                    |                                               |                    |                   |                  |
| 2023年 | 10月 | 小田井涼平         |                    |                    |                                               |                    |                   |                  |
| 2024年 | 1月  | 小島奈津子         |                    |                    | やす子                                        |                    |                   |                  |
| 2024年 | 2月  | 小島奈津子         |                    |                    | やす子                                        |                    |                   |                  |
| 2024年 | 3月  | 小島奈津子         |                    |                    | やす子                                        |                    |                   |                  |
| 2024年 | 4月  | 小島奈津子         |                    |                    | やす子                                        |                    |                   |                  |
| 2024年 | 5月  | 小島奈津子         |                    |                    | やす子                                        |                    |                   |                  |
| 2024年 | 6月  | 小島奈津子         |                    |                    | やす子                                        |                    |                   |                  |
| 2024年 | 10月 |                    |                    | 秋元真夏           |                                               |                    |                   |                  |
| 2024年 | 11月 |                    |                    | 秋元真夏           |                                               |                    |                   |                  |
| 2024年 | 12月 |                    |                    | 秋元真夏           |                                               |                    |                   |                  |
| 2025年 | 1月  |                    |                    | 秋元真夏           |                                               |                    |                   |                  |
| 2025年 | 2月  |                    |                    | 秋元真夏           |                                               |                    |                   |                  |
| 2025年 | 7月  |                    |                    | NiziU              |                                               |                    |                   |                  |
| 2025年 | 8月  |                    |                    | NiziU              |                                               |                    |                   |                  |

各金曜シーズン芸人出演日
| シーズン芸人     | 出演日                                                  | 備考                                    |
| ---------------- | ------------------------------------------------------- | --------------------------------------- |
| 宮下草薙         | 4月3日・24日・5月22日・29日・6月26日・7月17日・31日     | 4月3日・7月31日を除いてリモートで出演。 |
| かが屋           | 4月10日・6月5日・19日                                   | 全出演日リモートで出演。                |
| アインシュタイン | 4月17日・5月1日・8日・15日・6月12日・7月3日・10日・24日 | 7月24日を除いてリモート出演。           |

NiziU各メンバーのスタジオ出演日一覧
| 出演日  | メンバー           | 備考                         |
| ------- | ------------------ | ---------------------------- |
| 7月2日  | MAYUKA・MIIHI      | RIKU・RIMAがVTR出演          |
| 7月9日  | RIO・AYAKA         |                              |
| 7月16日 | MAKO・RIKU         |                              |
| 7月23日 | RIMA・NINA         | RIKUがVTR出演                |
| 7月30日 | MAYA・MAYUKA       | 放送休止に伴い出演取り止め   |
| 8月6日  | MAKO・MIIHI        |                              |
| 8月13日 | RIO・NINA          | AYAKA・MAYA・MAYUKAがVTR出演 |
| 8月20日 | MAYA・RIMA・MAYUKA |                              |
| 8月27日 |                    |                              |

### 代打出演
メインMC
- 前述の通り、月曜日〜木曜日は2015年度まで各曜日MC（遠藤・渡部・つるの・村上（信）&横山）が担当。曜日MC制度廃止以降は、村上（信）を除く4人が引き続き担当していた。
- 曜日MCを起用していない金曜日は、スペシャルレギュラーの久本が舞台出演等で不定期に欠席することがあるため、当時金曜レギュラーの有吉が担当していた。
- 2011年度・2021年度は夏休みを取っていない。
- 2023年度では、番組開始以来初めての曜日レギュラー以外による『日替わりMC』を各曜日に起用[19]。
  - 『日替わりMC』は、当番組に出演経験のある俳優・タレントが起用された。また、一部曜日では曜日レギュラー1名もサポート役として事実上MCを担当している。

| 年度             | 月曜              | 火曜                                               | 水曜                                               | 木曜                                               | 金曜                                               |
| ---------------- | ----------------- | -------------------------------------------------- | -------------------------------------------------- | -------------------------------------------------- | -------------------------------------------------- |
| 2012年〜2015年   | （曜日MCが担当）  | （曜日MCが担当）                                   | （曜日MCが担当）                                   | （曜日MCが担当）                                   | 有吉弘行                                           |
| 2016年〜2018年   | 遠藤章造          | 渡部建                                             | つるの剛士                                         | 横山裕                                             | 有吉弘行                                           |
| 2020年度         | 小峠英二          | いとうあさこ                                       | 若林正恭                                           | 八木真澄                                           | 陣内智則                                           |
| 2022年度         | 小峠英二          | 長田庄平                                           | 若林正恭                                           | 横山裕                                             | SHELLY                                             |
| 2023年度         | 藤岡弘、 小峠英二 | IKKO 松尾駿                                        | 芳根京子 吉村崇                                    | 鈴木福                                             | 羽鳥慎一                                           |
| 2024年度         | 小峠英二          | いとうあさこ                                       | 吉村崇                                             | 横山裕                                             | 陣内智則                                           |
| その他のケース   |                   |                                                    |                                                    |                                                    |                                                    |
| 該当日           | 代打総合MC        | 備考                                               | 備考                                               | 備考                                               | 備考                                               |
| 2020.07.22（水） | 若林正恭          | 前日に微熱があったため大事を取り番組を欠席したため | 前日に微熱があったため大事を取り番組を欠席したため | 前日に微熱があったため大事を取り番組を欠席したため | 前日に微熱があったため大事を取り番組を欠席したため |

番組アシスタント・ニュースキャスター
- 2017年度ではアシスタントは夏休みを取っていない。
- 2020年秋〜2022年12月までは、ニュースキャスターを兼務していた関係で、滝と梅澤・篠原のどちらかが休暇の場合、もう一方がニュースキャスターとして出演していた。
  - なお、兼務していた2022年12月までで、アシスタント・ニュースコーナー担当のどちらにも代打出演者が起用された放送回は一度もない。
- ニュースキャスターは、年末年始を中心にNNNストレイトニュース各曜日担当のアナウンサーが出演することがあったが2022年度の休暇より、ニュースコーナー担当にも代打を起用している。
  - ニュースコーナーの代打出演者は斜字で記載。

※ 2014年度並びに2015年春の休暇は水曜日から代打期間が始まっている。
| 年度               | アシスタント | 月曜       | 火曜       | 水曜       | 木曜         | 金曜       |
| ------------------ | ------------ | ---------- | ---------- | ---------- | ------------ | ---------- |
| 2011.9.26 - 9.30   | 水卜         | 森麻季     | 森麻季     | 森麻季     | 小熊美香     | 小熊美香   |
| 2012.9.17 - 9.21   | 水卜         | 小熊美香   | 小熊美香   | 小熊美香   | 馬場典子     | 馬場典子   |
| 2013.10.14 - 10.18 | 水卜         | 小熊美香   | 小熊美香   | 小熊美香   | 徳島えりか   | 久野静香   |
| 2014.10.15 - 10.21 | 水卜         | 郡司恭子   | 後藤晴菜   | 小熊美香   | 郡司恭子     | 中島芽生   |
| 2015.3.4 - 3.10    | 水卜         | 郡司恭子   | 小熊美香   | 小熊美香   | 久野静香     | 中島芽生   |
| 2015.9.7 - 9.11    | 水卜         | 中島芽生   | 小熊美香   | 郡司恭子   | 久野静香     | 中島芽生   |
| 2016.9.26 - 9.30   | 水卜         | 畑下由佳   | 後藤晴菜   | 郡司恭子   | 久野静香     | 中島芽生   |
| 2018.10.22 - 10.26 | 滝           | 梅澤廉     | 梅澤廉     | 梅澤廉     | 梅澤廉       | 梅澤廉     |
| 2019.9.9 - 9.13    | 滝           | 岩田絵里奈 | 岩田絵里奈 | 市來玲奈   | 岩田絵里奈   | 森富美     |
| 2020.8.31 - 9.4    | 滝           | 梅澤廉     | 梅澤廉     | 梅澤廉     | 梅澤廉       | 梅澤廉     |
| 2020.10.19 - 10.23 | 梅澤         | 佐藤梨那   | 弘竜太郎   | 篠原光     | 大町怜央     | 平松修造   |
| 2021.10.18 - 10.22 | 篠原         | 田辺大智   | 弘竜太郎   | 山本紘之   | 伊藤遼       | 平松修造   |
| 2021.11.22 - 11.26 | 滝           | 後藤晴菜   | 河出奈都美 | 佐藤真知子 | 忽滑谷こころ | 石川みなみ |
| 2022.1.10 - 1.21   | 滝           | 杉上佐智枝 | 後藤晴菜   | 田辺大智   | 田辺大智     | 藤田大介   |
| 2022.1.10 - 1.21   | 滝           | 平松修造   | 河出奈都美 | 森富美     | 藤田大介     | 辻岡義堂   |
| 2022.5.2 - 5.6     | 滝or篠原     | 杉上佐智枝 | 平松修造   | 田辺大智   | 森富美       | 杉野真実   |
| 2022.8.31 - 9.9    | 滝           |            |            | 山﨑誠     | 菅谷大介     | 安藤翔     |
| 2022.8.31 - 9.9    | 滝           | 杉上佐智枝 | 矢島学     | 森富美     | 浦野モモ     | 林田美学   |
| 2022.10.17 - 10.21 | 篠原         | 林田美学   | 矢島学     | 浦野モモ   | 藤田大介     | 後呂有紗   |
| 2022.11.7 - 11.11  | 滝           | 浦野モモ   | 小髙茉緒   | 林田美学   | 河出奈都美   | 黒田みゆ   |
| 2023.10.23 - 10.27 | 浦野         | 杉原凜     | 岩田絵里奈 | 杉原凜     | 岩田絵里奈   | 佐藤真知子 |
| 2024.10.21 - 10.25 | 浦野         | 杉原凜     | 河出奈都美 | 杉原凜     | 市來玲奈     | 石川みなみ |

| その他のケース   | その他のケース | その他のケース | その他のケース | その他のケース | その他のケース | その他のケース | その他のケース |
| 該当日           | アシスタント   | 代打出演者     | 備考 | 備考 | 備考 | 備考 |                |
| ---------------- | -------------- | -------------- | --- | --- | --- | --- | -------------- |
| 2020.10.15（木） | 滝             | 伊藤舞         | VTR企画『ファッションセンスランキング』の優勝特典で番組アシスタントを担当 滝は遠野の時を除きコーナー終了後からアシスタントディレクターとしてセット外から出演した。 | VTR企画『ファッションセンスランキング』の優勝特典で番組アシスタントを担当 滝は遠野の時を除きコーナー終了後からアシスタントディレクターとしてセット外から出演した。 | VTR企画『ファッションセンスランキング』の優勝特典で番組アシスタントを担当 滝は遠野の時を除きコーナー終了後からアシスタントディレクターとしてセット外から出演した。 | VTR企画『ファッションセンスランキング』の優勝特典で番組アシスタントを担当 滝は遠野の時を除きコーナー終了後からアシスタントディレクターとしてセット外から出演した。 |                |
| 2021.3.4（木）   | 滝             | 小林茉里奈     | VTR企画『ファッションセンスランキング』の優勝特典で番組アシスタントを担当 滝は遠野の時を除きコーナー終了後からアシスタントディレクターとしてセット外から出演した。 | VTR企画『ファッションセンスランキング』の優勝特典で番組アシスタントを担当 滝は遠野の時を除きコーナー終了後からアシスタントディレクターとしてセット外から出演した。 | VTR企画『ファッションセンスランキング』の優勝特典で番組アシスタントを担当 滝は遠野の時を除きコーナー終了後からアシスタントディレクターとしてセット外から出演した。 | VTR企画『ファッションセンスランキング』の優勝特典で番組アシスタントを担当 滝は遠野の時を除きコーナー終了後からアシスタントディレクターとしてセット外から出演した。 |                |
| 2021.5.27（木）  | 滝             | 後藤晴菜       | VTR企画『ファッションセンスランキング』の優勝特典で番組アシスタントを担当 滝は遠野の時を除きコーナー終了後からアシスタントディレクターとしてセット外から出演した。 | VTR企画『ファッションセンスランキング』の優勝特典で番組アシスタントを担当 滝は遠野の時を除きコーナー終了後からアシスタントディレクターとしてセット外から出演した。 | VTR企画『ファッションセンスランキング』の優勝特典で番組アシスタントを担当 滝は遠野の時を除きコーナー終了後からアシスタントディレクターとしてセット外から出演した。 | VTR企画『ファッションセンスランキング』の優勝特典で番組アシスタントを担当 滝は遠野の時を除きコーナー終了後からアシスタントディレクターとしてセット外から出演した。 |                |
| 2021.10.21（木） | 滝             | 遠野愛         | VTR企画『ファッションセンスランキング』の優勝特典で番組アシスタントを担当 滝は遠野の時を除きコーナー終了後からアシスタントディレクターとしてセット外から出演した。 | VTR企画『ファッションセンスランキング』の優勝特典で番組アシスタントを担当 滝は遠野の時を除きコーナー終了後からアシスタントディレクターとしてセット外から出演した。 | VTR企画『ファッションセンスランキング』の優勝特典で番組アシスタントを担当 滝は遠野の時を除きコーナー終了後からアシスタントディレクターとしてセット外から出演した。 | VTR企画『ファッションセンスランキング』の優勝特典で番組アシスタントを担当 滝は遠野の時を除きコーナー終了後からアシスタントディレクターとしてセット外から出演した。 |                |
| 2022.1.31（月）  | 滝             | 田辺大智       | | | | |                |
| 2022.7.28（木）  | 滝             | 田辺大智       | | | | |                |
| 2022.12.26（月） | 滝・篠原       | 後呂有紗       | 滝・篠原の番組出演最終日 共にアシスタントとしてにスタジオ出演したためニュースコーナーを担当                                                                        | 滝・篠原の番組出演最終日 共にアシスタントとしてにスタジオ出演したためニュースコーナーを担当                                                                        | 滝・篠原の番組出演最終日 共にアシスタントとしてにスタジオ出演したためニュースコーナーを担当                                                                        | 滝・篠原の番組出演最終日 共にアシスタントとしてにスタジオ出演したためニュースコーナーを担当                                                                        |                |
| 2022.12.27（火） | （不在）       | 森富美         | 滝・篠原が、12月26日をもって降板したため番組全編でアシスタントは不在。 事前収録回のため番組エンディングのみスタジオから出演。                                      | 滝・篠原が、12月26日をもって降板したため番組全編でアシスタントは不在。 事前収録回のため番組エンディングのみスタジオから出演。                                      | 滝・篠原が、12月26日をもって降板したため番組全編でアシスタントは不在。 事前収録回のため番組エンディングのみスタジオから出演。                                      | 滝・篠原が、12月26日をもって降板したため番組全編でアシスタントは不在。 事前収録回のため番組エンディングのみスタジオから出演。                                      |                |
| 2022.12.27（火） | （不在）       | 矢島学         | 同上の理由でニュースコーナーを担当。 | 同上の理由でニュースコーナーを担当。 | 同上の理由でニュースコーナーを担当。 | 同上の理由でニュースコーナーを担当。 |                |
| 2023.3.9（木）   | 浦野           | 豊田順子       | 事前収録回のため番組エンディングのみスタジオから出演。 | 事前収録回のため番組エンディングのみスタジオから出演。 | 事前収録回のため番組エンディングのみスタジオから出演。 | 事前収録回のため番組エンディングのみスタジオから出演。 |                |
| 2023.7.19（水）  | 浦野           | 渡邉結衣       | 当年度の新人アナウンサー。スタジオ進行の大半を担当。なお、同期間は浦野も通常出演。                                                                                 | 当年度の新人アナウンサー。スタジオ進行の大半を担当。なお、同期間は浦野も通常出演。                                                                                 | 当年度の新人アナウンサー。スタジオ進行の大半を担当。なお、同期間は浦野も通常出演。                                                                                 | 当年度の新人アナウンサー。スタジオ進行の大半を担当。なお、同期間は浦野も通常出演。                                                                                 |                |
| 2023.7.20（木）  | 浦野           | 山本里咲       | 当年度の新人アナウンサー。スタジオ進行の大半を担当。なお、同期間は浦野も通常出演。                                                                                 | 当年度の新人アナウンサー。スタジオ進行の大半を担当。なお、同期間は浦野も通常出演。                                                                                 | 当年度の新人アナウンサー。スタジオ進行の大半を担当。なお、同期間は浦野も通常出演。                                                                                 | 当年度の新人アナウンサー。スタジオ進行の大半を担当。なお、同期間は浦野も通常出演。                                                                                 |                |
| 2023.7.21（金）  | 浦野           | 住岡佑樹       | 当年度の新人アナウンサー。スタジオ進行の大半を担当。なお、同期間は浦野も通常出演。                                                                                 | 当年度の新人アナウンサー。スタジオ進行の大半を担当。なお、同期間は浦野も通常出演。                                                                                 | 当年度の新人アナウンサー。スタジオ進行の大半を担当。なお、同期間は浦野も通常出演。                                                                                 | 当年度の新人アナウンサー。スタジオ進行の大半を担当。なお、同期間は浦野も通常出演。                                                                                 |                |
| 2023.9.20（水）  | 浦野           | 菅谷大介       | 浦野が体調不良に伴い番組を欠席したため | 浦野が体調不良に伴い番組を欠席したため | 浦野が体調不良に伴い番組を欠席したため | 浦野が体調不良に伴い番組を欠席したため |                |
| 2023.9.21（木）  | 浦野           | 佐藤真知子     | 浦野が体調不良に伴い番組を欠席したため | 浦野が体調不良に伴い番組を欠席したため | 浦野が体調不良に伴い番組を欠席したため | 浦野が体調不良に伴い番組を欠席したため |                |
| 2023.12.7（木）  | 浦野           | 尾崎里紗       | 事前収録回のため番組エンディングのみスタジオから出演。 | 事前収録回のため番組エンディングのみスタジオから出演。 | 事前収録回のため番組エンディングのみスタジオから出演。 | 事前収録回のため番組エンディングのみスタジオから出演。 |                |

曜日レギュラー欠席時の対応
- 原則として曜日レギュラーは欠席した場合、代打出演は設けず、休養時のコーナー企画は他のレギュラーが担当するなどして対応している。しかし、一部例外として代打出演者を設けている例もあるため当項目で掲載する。
  - 代打出演者はJOYの場合を除きゲスト扱いでの出演であるが所属グループのメンバー等の理由により、代打出演扱いとして当項目に掲載する。

| 対象者（担当曜日）           | 代打出演者                      | 期間                     | 備考                                                                                  |
| ---------------------------- | ------------------------------- | ------------------------ | ------------------------------------------------------------------------------------- |
| JOY（火曜日）                | ユージ                          | 2011年3月29日 - 6月28日  | 肺結核感染に伴う治療のため 「ハーフ枠」としてスタジオ・ロケ等にローテーションで出演。 |
| JOY（火曜日）                | ラルフ鈴木                      | 2011年3月29日 - 6月28日  | 肺結核感染に伴う治療のため 「ハーフ枠」としてスタジオ・ロケ等にローテーションで出演。 |
| JOY（火曜日）                | SHELLY                          | 2011年3月29日 - 6月28日  | 肺結核感染に伴う治療のため 「ハーフ枠」としてスタジオ・ロケ等にローテーションで出演。 |
| JOY（火曜日）                | 葉山エレーヌ                    | 2011年3月29日 - 6月28日  | 肺結核感染に伴う治療のため 「ハーフ枠」としてスタジオ・ロケ等にローテーションで出演。 |
| JOY（火曜日）                | LiLiCo                          | 2011年3月29日 - 6月28日  | 肺結核感染に伴う治療のため 「ハーフ枠」としてスタジオ・ロケ等にローテーションで出演。 |
| 小森隼（月曜日）             | 片寄涼太                        | 2021年1月25日            | 新型コロナウイルス感染のため                                                          |
| 八乙女光（火曜日）           | 伊野尾慧                        | 2022年2月22日 - 11月15日 | 1月に発症した突発性難聴の治療のため                                                   |
| 八乙女光（火曜日）           | 髙木雄也                        | 2022年2月22日 - 11月15日 | 1月に発症した突発性難聴の治療のため                                                   |
| 八乙女光（火曜日）           | 知念侑李                        | 2022年2月22日 - 11月15日 | 1月に発症した突発性難聴の治療のため                                                   |
| 八乙女光（火曜日）           | 薮宏太                          | 2022年2月22日 - 11月15日 | 1月に発症した突発性難聴の治療のため                                                   |
| 八乙女光（火曜日）           | 山田涼介                        | 2022年2月22日 - 11月15日 | 1月に発症した突発性難聴の治療のため                                                   |
| 吉村崇（水曜日）             | 斎藤司 （トレンディエンジェル） | 2023年8月2日             | 欠席理由は不明 番組オープニングにて浦野より吉村に代わって出演の旨をアナウンスされた。 |
| 有岡大貴・八乙女光（火曜日） | 伊野尾慧・知念侑李              | 2023年11月7日            | 体調不良により欠席したため。                                                          |

## ネット局
| 放送対象地域  | 放送局                    | 系列           | 放送時間                  | ネット状況 |
| ------------- | ------------------------- | -------------- | ------------------------- | ---------- |
| 関東広域圏    | 日本テレビ（NTV）         | 日本テレビ系列 | 月曜 - 金曜 11:55 - 13:55 | 【制作局】 |
| 北海道        | 札幌テレビ（STV）         | 日本テレビ系列 | 月曜 - 金曜 11:55 - 13:55 | 同時ネット |
| 青森県        | 青森放送（RAB）           | 日本テレビ系列 | 月曜 - 金曜 11:55 - 13:55 | 同時ネット |
| 岩手県        | テレビ岩手（TVI）         | 日本テレビ系列 | 月曜 - 金曜 11:55 - 13:55 | 同時ネット |
| 宮城県        | ミヤギテレビ（MMT）       | 日本テレビ系列 | 月曜 - 金曜 11:55 - 13:55 | 同時ネット |
| 秋田県        | 秋田放送（ABS）           | 日本テレビ系列 | 月曜 - 金曜 11:55 - 13:55 | 同時ネット |
| 山形県        | 山形放送（YBC）           | 日本テレビ系列 | 月曜 - 金曜 11:55 - 13:55 | 同時ネット |
| 福島県        | 福島中央テレビ（FCT）     | 日本テレビ系列 | 月曜 - 金曜 11:55 - 13:55 | 同時ネット |
| 山梨県        | 山梨放送（YBS）           | 日本テレビ系列 | 月曜 - 金曜 11:55 - 13:55 | 同時ネット |
| 新潟県        | テレビ新潟（TeNY）        | 日本テレビ系列 | 月曜 - 金曜 11:55 - 13:55 | 同時ネット |
| 長野県        | テレビ信州（TSB）         | 日本テレビ系列 | 月曜 - 金曜 11:55 - 13:55 | 同時ネット |
| 静岡県        | 静岡第一テレビ（SDT）     | 日本テレビ系列 | 月曜 - 金曜 11:55 - 13:55 | 同時ネット |
| 富山県        | 北日本放送（KNB）         | 日本テレビ系列 | 月曜 - 金曜 11:55 - 13:55 | 同時ネット |
| 石川県        | テレビ金沢（KTK）         | 日本テレビ系列 | 月曜 - 金曜 11:55 - 13:55 | 同時ネット |
| 福井県        | 福井放送（FBC）           | 日本テレビ系列 | 月曜 - 金曜 11:55 - 13:55 | 同時ネット |
| 中京広域圏    | 中京テレビ（CTV）         | 日本テレビ系列 | 月曜 - 金曜 11:55 - 13:55 | 同時ネット |
| 近畿広域圏    | 読売テレビ（ytv）         | 日本テレビ系列 | 月曜 - 金曜 11:55 - 13:55 | 同時ネット |
| 鳥取県･島根県 | 日本海テレビ（NKT）       | 日本テレビ系列 | 月曜 - 金曜 11:55 - 13:55 | 同時ネット |
| 広島県        | 広島テレビ（HTV）         | 日本テレビ系列 | 月曜 - 金曜 11:55 - 13:55 | 同時ネット |
| 山口県        | 山口放送（KRY）           | 日本テレビ系列 | 月曜 - 金曜 11:55 - 13:55 | 同時ネット |
| 徳島県        | 四国放送（JRT）           | 日本テレビ系列 | 月曜 - 金曜 11:55 - 13:55 | 同時ネット |
| 香川県･岡山県 | 西日本放送（RNC）         | 日本テレビ系列 | 月曜 - 金曜 11:55 - 13:55 | 同時ネット |
| 愛媛県        | 南海放送（RNB）           | 日本テレビ系列 | 月曜 - 金曜 11:55 - 13:55 | 同時ネット |
| 高知県        | 高知放送（RKC）           | 日本テレビ系列 | 月曜 - 金曜 11:55 - 13:55 | 同時ネット |
| 福岡県        | 福岡放送（FBS）           | 日本テレビ系列 | 月曜 - 金曜 11:55 - 13:55 | 同時ネット |
| 長崎県        | 長崎国際テレビ（NIB）     | 日本テレビ系列 | 月曜 - 金曜 11:55 - 13:55 | 同時ネット |
| 熊本県        | くまもと県民テレビ（KKT） | 日本テレビ系列 | 月曜 - 金曜 11:55 - 13:55 | 同時ネット |
| 鹿児島県      | 鹿児島読売テレビ（KYT）   | 日本テレビ系列 | 月曜 - 金曜 11:55 - 13:55 | 同時ネット |

| 放送地域   | 放送局               | 系列           | 放送日時                      | 放送期間                      |
| ---------- | -------------------- | -------------- | ----------------------------- | ----------------------------- |
| 関東広域圏 | 日本テレビ（制作局） | 日本テレビ系列 | 月曜 - 金曜 11:25 - 11:30     | 2011年3月28日 - 2012年3月30日 |
| 静岡県     | 静岡第一テレビ       | 日本テレビ系列 | 月曜 - 金曜 11:25 - 11:30     | 2011年3月28日 - 8月19日       |
| 中京広域圏 | 中京テレビ           | 日本テレビ系列 | 月曜 - 木曜 11:25 - 11:30     | 2011年3月28日 - 2012年3月15日 |
| 北海道     | 札幌テレビ           | 日本テレビ系列 | 月曜 - 金曜 11:52頃 - 11:54頃 | 2011年3月28日 - 不明          |

### 備考
- フジテレビ系列（サブ）とのクロスネット局であるテレビ宮崎とテレビ大分では、本時間帯は『ぽかぽか』（11:50 - 13:50）をフジテレビと同時ネットしている為放送されていないが、不定期にゴールデンで放送されていた単発番組の『ヨルナンデス!』に関しては、テレビ大分がゴールデンタイムを日本テレビ系の編成としている曜日[注 148]で組まれる場合であれば同時ネットで放送された。
- 沖縄県の一部エリアでも、沖縄ケーブルネットワークと宮古テレビのコミュニティチャンネルにて、鹿児島読売テレビから受信したものを同時放送している[20][21]。ただし、字幕放送・データ放送には対応していない。
- 2025年3月31日放送より日本テレビほか一部地域では前座番組『キユーピー3分クッキング』（日本テレビ版）終了直後からステブレレスでの放送を開始[注 149]。

## スタッフ
- 演出：
  - （月）木村将士（えすと、2025年6月9日 - 、以前は月・金曜►一時離脱►水曜担当►火曜ディレクター►2019年6月11日 - 2025年5月までは火曜演出）
  - （火・金）三觜雅人（日本テレビ、2025年6月3日 - 、以前は木曜演出►2014年4月1日 - 2017年12月1日までは総合演出►2017年12月4日 - 2022年5月31日までは毎曜日プロデューサー►2022年6月1日 - 2024年5月31日までは統括プロデューサー►2024年6月3日 - 2025年5月30日まで毎曜日全体プロデューサー）
  - （水）熊谷航太郎（日本テレビ、2023年7月5日 - 、2022年3月4日-2023年6月30日までは金曜演出）
  - （木）池谷賢志（日本テレビ、2025年6月12日 - ）
  - （金）池田久仁（AX-ON、2024年10月4日-、以前は水曜アシスタントディレクター►金曜ディレクター）
- 構成：
  - （月）すずきB、佐藤満春（佐藤→2020年4月6日 - ）
  - （火）はっしー橋本、三田卓人
  - （水）飯塚大悟、石田ケント、服部真由子（石田→2023年7月5日 - 、以前は木曜担当►一時離脱►2022年5月6日 - 2023年6月まで金曜担当、服部→2023年3月1日 - ）
  - （木）林田晋一、一場麻美（林田→2020年6月4日 - 、一場→2024年4月4日 - ）
  - （金）平出尚人、坂本龍二、堤映月（平出→2020年8月 - 、坂本→2023年7月 - 、以前は2020年11月4日 - 2023年6月まで水曜担当、堤→2021年1月 - ）
- TM：黒木貴博（日本テレビ）
- SW：三井隆裕、吉田健治、米田博之、高田憲一、渡邉滋雄（日替り）
- SW/CAM︰松嶋賢一、岡田勇輝、矢作陽一（週替り）
- CAM：伊藤孝浩、西阪康史、濱川和人、中村佳央、佐原陽平、加美山稔、橋本圭祐、川島佑介、荻野祐也、秋元辰也、中村哲也、圓谷光記、荻野高康、早川智晃、大庭純平、中峯輝也（日替り）
- VE：三崎美貴、塩原和益、柳澤圭佑、北岡大輔、天内理絵、山口考志、古手川大、杉本裕治、笈川太、小山龍一、鈴木昭博、吉﨑慶、飯島友美、船越正道、向山江梨佳、佐藤聡一、中村仁一朗、竹内萌江（日替り）
- MIX：大浦政宣、宮内貞、青山禎矢、中野裕介、岡田洋一、小境健太郎（日替り）
- LD：木村弥史、鈴木道隆、高橋明宏、加藤明穂、下平好実、藤山真緒、井口弘一郎、小川勉、仲野貴信、栗山真純、市川朋樹、高橋正彦、千葉雄、斗澤秀、岩井千知、菅原佑介、阿部柚葉、松原功幸（日替り）
- 技術：NiTRO
- 美術：日テレアート
- 美術：葛西剛太
- デザイン：佐藤裕乃（月・水・金）、本田恵子（火・木、以前は毎週）
- TK：
  - （月）大岡伸江（水曜の場合あり）
  - （火）石島加奈子
  - （水）矢島由紀子
  - （木）田中彩
  - （金）桜井えみこ、山岸由佳（桜井→以前は金曜►火曜►一時離脱►金曜►一時離脱►金曜►一時離脱、山岸→一時離脱►復帰、交代制）
- 音効：
  - （月・水・木）古川市郎（以前は木→月・木→月・木・金曜日）
  - （月・木・金）山瀬絵理奈
  - （火）北澤寛之（リノバティオ）、浅利聡美
  - （水・金）伊藤匡祐
- VTR︰大久保健
- 編集：山門晃、渡辺健也、相馬貴志、中野政幸（ヌーベルアージュ、山門→月・木・金、渡辺→水、相馬・中野→火、交代制、渡辺〜中野→一時離脱►復帰）
- MA：植木俊彦、松尾隆裕、髙木日菜子、柳佳穂、堀口誠、高山元、姥谷充浩（ヌーベルアージュ、植木→月、松尾→火/金、髙木→火、柳・堀口→水、交代制、高山・姥谷→木、交代制、堀口〜姥谷→一時離脱►復帰）
- CG：藤井彩人、キャニットG
- デスク：
  - （毎日）近藤由衣（以前は水→平日担当→火・木→月・水〜金）
  - （月・水・金）三島あずさ（2025年1月24日 - ）
  - （火・木）大竹麻夢（以前は月・水・金→火）
- 制作進行：
  - （水）森田真由美（以前は水曜制作進行►2022年1月19日 - 9月までは水曜P）
  - （木）水谷まなみ（2024年10月3日 - ）
  - （金）堤裕美（2025年1月10日 - 、以前は金曜ディレクター►2023年1月6日 - 2024年12月まで金曜P）
- 制作協力：
  - （月・火）えすと（2020年3月までは火曜のみ）
  - （月）ホリプロ（2020年4月6日 - ）
  - （水 - 金）AX-ON（2020年3月までは月曜も担当）
- ナレーター：
  - （月・水・金）四本木典子
  - （火・木）逸見友惠
  - （月）藤本隆行
- 卓D（金）：錦織信彦（日本テレビ、2023年4月21日 - 、水曜担当の回あり/毎週木曜ディレクター）
- フロアD（金）：宮野航志郎（どらごん、2023年4月21日 - 、以前は日替りで報道担当、毎週木曜ディレクター）
- ディレクター：
  - （月 - 水）野島穣治[注 150]
  - （月）東海林大介・吉川愛美（えすと）、日野力（オフィスぼくら）、垣見麻里子・藤原亜矢（ホリックス）、長谷川貴彦（ホリプロ）、佐川祐美（毎週）、竹田爽輝、森本伊生嗣、森山悠、今村光宏（シオプロ）（週替り）/ 久保田恵菜、深田夢佳・寺田智香・渡邊はかな（EIGHT）、大束優未、宮元萌果、関優香、松本真花、山田悠花、横倉弥希、吉田瑠貴矢、吉田花音、山口葵（毎週）（東海林→以前は月曜不定期ディレクター、吉川→以前はアシスタントディレクター►火曜ディレクター、佐川→一時離脱►復帰、竹田→以前は火曜ディレクター►一時離脱►月曜ディレクター►火曜ディレクター►再び一時離脱、久保田・寺田・深田→2021年9月27日まではアシスタントディレクター、森山→以前はアシスタントディレクター►火曜ディレクター►一時離脱►復帰）
  - （火）富永恵也・和田遥香・干場備前・平田里菜・安蒜和也（えすと）、長沼秀幸、稲田成紗、木村智彦（AX-ON）（毎週）、鈴木あゆみ（週替り）/ 杉山奏・平野未来・川本千紗都・髙田王子朗・四戸忠叡・福島悠翔（EIGHT）、加藤来夢、日下茉優、酒本優菜、大泉柾文、川村美咲、木津壮一朗（毎週）（平田・和田・鈴木→以前はアシスタントディレクター、平田→以前は月曜ディレクターの回あり、木村→月・水曜担当の回あり、稲田・安蒜・田中真・平野・川本・加藤来・髙田以外→2021年9月28日まではアシスタントディレクター、安蒜→一時離脱►復帰）
  - （水）鈴木潤一郎・菅原諒・竹内翼（AX-ON）、竹本智織、石川一正（毎週）、大森遼、井原絢、清水克洋（清水→Sp!ce Factory）、三浦広大、中村敦、大山藍[注 151]、山村裕一（週替り）/ 天野菜美、上田進也、可知理央、笠木凜花、土屋真宏、久良木美穂加、中嶋未夢、橘龍世、中村萌、黒木真衣、関口華澄、李彩那、吉田智洋、中颯汰、伊藤みやび、蛭子屋甘夏（毎週）（清水〜中村・山村→一時離脱►復帰、鈴木→以前は月・木曜担当►一時離脱►金曜ディレクター、菅原・竹内→以前はアシスタントディレクター、上田進→2021年9月29日まではアシスタントディレクター）
  - （木）富山歩（Call）、吉田慶介、下山美穂（AX-ON）、内田博樹、陶山加織、谷内芽生、西村郁哉、川畑俊介（毎週）、前田さつき、佐川陽亮、小笠原豪（週替り）/ 伊藤皓史（b-DASH）、黒柳亨、須藤真由子、遊佐雅登、橋本杏樹、上村菜紀、須佐美寧加、漆原千聖、鈴木治杜、岡田紗絵、平井大貴、渡邉玲菜、泉田祥之、鈴木ほのか（毎週）（下山→以前は木曜アシスタントディレクター、陶山・谷内・遊佐・黒柳・須藤→2021年9月30日まではアシスタントディレクター、谷内・黒柳→以前は月曜アシスタントディレクター、陶山→以前はディレクター兼務、遊佐→以前は月曜►金曜アシスタントディレクター）
  - （金）渡辺学（てっぱん）、神野正義（BULLY CAT、以前はZION）、松谷夢々（えすと）、酒井麻衣、三船淳、高橋和博、及部弘右平（AX-ON）、増田眞太郎、長谷川綾子、小林輝（毎週）、久保田昌志、五味渕千明(秋)、伊藤哲（週替り）/ 藤永夏輝、野崎幹斗、高本理央、福岡鈴可、西島永記、羽生大輝、腰高直樹、原田健太郎、荒井玲奈、鵜飼美玖、石川奈津美、藤原日和、島田湧水、岩澤和真、白濵萌衣、山本愛実、栗田愛海、金安里香（毎週）（三船→以前はアシスタントディレクター、及部弘・増田→2021年9月24日まではアシスタントディレクター、及部弘・久保田・五味渕→一時離脱、松谷→以前は水曜担当►一時離脱、酒井→以前はアシスタントディレクター►一時離脱）
- プロデューサー：
  - （3曜日）金沢浩二・米澤敏克（AX-ON、金沢→2024年11月8日からは水 - 金曜、以前は月►木曜ディレクター►一時離脱►木曜プロデューサー►水曜プロデューサー►2曜日P、米澤→2025年5月7日からは月・水・金曜、以前は金曜►月曜担当►3曜日P►2020年4月6日から2024年12月まで月・水曜担当►2025年1月17日から2025年5月5日までは月・金曜担当）
  - （月）平井杏奈・小西智貴（日本テレビ）、朝倉康晴（えすと）、佐々木誠（ホリックス）、安原繭子（平井→2024年6月3日 - 、小西→2025年6月2日 - 、佐々木→2020年4月6日 - 、朝倉→2022年3月7日 - 、安原→2021年10月4日 - 、2020年4月6日 - 2021年9月27日まではAP）
  - （火）木村優子（えすと）、萬葉知子、夷祐衣子、大類穂南（夷→2022年10月18日 - 、以前は火曜アシスタントディレクター►火曜ディレクター、大類→2022年12月20日 - 、2021年9月27日までは月曜アシスタントディレクター、2021年10月 - 2022年12月12日まで月曜ディレクター）
  - （水）福留愛（2020年4月1日 - 、2020年1月13日 - 3月23日までは月曜プロデューサー）、山﨑雄二・吉田雄太郎（AX-ON、山﨑→2024年10月16日 - 、吉田→2022年1月19日 - 、以前は金曜►水曜ディレクター）、飛戸亜紀（飛戸→2025年6月11日 - 、以前は月曜プロデューサー►一時離脱）
  - （木）宮本誠臣（日本テレビ）、草場千恵（AX-ON）、片平優子、久保田博哉、大森智紗、佐藤安圭理（宮本→2025年4月3日 - 、以前は金曜プロデューサー►一時離脱、草場→以前は火・木曜デスク►一時離脱、片平→以前は木曜アシスタントディレクター►ディレクター、久保田→2020年4月2日 - 、以前はアシスタントディレクター►ディレクター►2019年12月9日 - 2020年3月23日までは月曜プロデューサー、大森→2021年10月7日 - 、以前は木曜アシスタントディレクター→一時離脱→制作進行→2019年7月4日 - 2021年9月30日はAP、佐藤→2024年10月3日 - ）
  - （金）富永結貴（日本テレビ）、道下綾子（てっぱん）、操谷亮、小川夢香、中尾有紀、武田佳子（富永→2024年6月7日 - 、道下→以前は月曜以外、操谷→2025年3月7日 - 、小川→2024年4月5日 - 、以前は2021年9月24日までは金曜アシスタントディレクター►ディレクター、中尾→2025年1月17日 - 、以前は火・木曜デスク、武田→2024年11月8日 - 、以前は2014年6月2日 - 2015年12月2日までは4曜日P►2015年12月3日 - 2018年11月30日までは3曜日P►2018年12月3日 - 2020年3月までは2曜日P►一時離脱）
- ブレーン：石原健次（2022年4月21日 - ）
- 総合演出：有田駿介（日本テレビ、2025年6月2日 - 、以前は金曜ディレクター►一時離脱►復帰►2017年12月13日 - 2021年5月26日まで水曜演出►一時離脱►2023年10月2日 - 12月27日までは演出►一時離脱）
- 全体プロデューサー：末延靖章（日本テレビ、2024年12月2日 - 、以前は2023年6月7日 - 2024年5月29日まで水曜プロデューサー►2024年6月7日からは水・金曜P►2曜日P）
- チーフプロデューサー：河野雄平（日本テレビ、2025年6月2日 - 、以前は2021年12月7日 - 2022年5月31日まで火曜P►一時離脱►2022年12月1日 - 2024年5月31日までは毎曜日プロデューサー►2024年6月3日 - 2025年5月30日までは全体プロデューサー）
- 製作著作：日本テレビ

### 過去のスタッフ
- 総合演出→アドバイザー：村上和彦（当時日本テレビ）
- 総合演出：冨永琢磨（日本テレビ、2024年4月1日 - 2025年5月30日、以前は火曜アシスタントディレクター►ディレクター►2017年12月5日-2019年6月4日までは火曜演出►2019年6月3日 - 2023年12月25日までは月曜演出►2024年1月5日 - 3月29日まで演出）
- 監修︰五歩一勇治（AX-ON、2024年4月1日 - 9月30日、以前は2017年12月1日 - 2018年8月29日までは総合演出►2018年8月30日 - 2024年3月29日まで演出）
- 演出：倉田忠明・芦澤英祐・内田秀実（日本テレビ）、大納啓汰（2023年12月4日 - 2025年6月2日、以前は水曜ディレクター►一時離脱）（月曜担当）、橋本和明（日本テレビ、火曜担当）、前田直彦、小江翼（小江→以前は金曜演出）、前田大輔（2021年3月3日 - 2022年2月23日、以前は火曜アシスタントディレクター►火曜ディレクター►2020年4月7日 - 2021年2月9日は火曜演出）、関口拓（2022年3月2日 - 10月19日、以前は2021年6月11日 - 2022年2月25日まで金曜演出）（水曜担当）、原司（日本テレビ）・大野聰介（大野→以前は月曜→木曜ディレクター）、中村文彦（中村→2020年6月4日 - 2024年3月28日）、河村哲平（2024年4月4日 - 2025年6月5日、以前は水曜アシスタントディレクター►一時離脱►復帰）（木曜担当）、加藤孝司（日本テレビ）、宮本勇佑・小谷信公・高野修（AX-ON、宮本・小谷→2023年7月7日-2024年9月27日、宮本→2022年3月2日 - 2023年6月28日は水曜演出、以前は水曜アシスタントディレクター►水曜ディレクター、週替りで月曜ディレクター兼務、小谷→2022年8月3日 - 2023年6月28日は水曜演出、以前は水→木曜ディレクター、高野→以前は金曜ディレクター）（金曜担当）
- 構成：小林のぞみ、クリタヤスシ、松林健（月曜担当）、下河内一雄（火曜担当）、勝栄、小山賢太郎、ヒロハラノブヒコ、酒井健作（酒井→2022年6月1日 - 、以前は2021年11月 - 2022年4月まで金曜担当►一時離脱►復帰）（水曜担当）、藤井靖大、西村耕平、渡辺陽介、宮本有美香（宮本→2021年5月27日 - 2022年5月）、鈴木遼（鈴木→2020年6月4日 - 2023年7月）、安藤凜人（安藤→2022年11月24日 - 2024年3月28日）（木曜担当）、内田わくわく[注 152]、菅原章宏、近藤祐次、河口ワタル（金曜担当）
- TM：石塚功、神田洋介、渡邊勇二、鈴木雄仁、吉松耕司、上野豊
- SW：小林宏義、村松明
- CAM：小林沙祐里、横田将宏、浦上真里奈、星合陽介、磯部里恵、星勇次、木村千鶴、本間竜成、渡辺浩、高松里恵、岡田博文、田代義昭
- VE：舘野真也、中村晋也、橋詰聖仁、尾山直樹、八木一夫、喜屋武寛之、佐々木謙太、沼田広美、山岡卓矢、佐久間治雄、池田祐一郎、山口郁馬、石坂忠義
- MIX：加賀金重郎、滝口祐造、櫻田勝博、小原正広、山田値久、三石敏生、瀧健太郎
- LD：大野精一、渡邉知夏、高見澤楓、佐野広之、大場浩、高星武志、佐々木康雄、中山佑宇、角田信稔、横山杏奈、小島康雄、掛橋司、大矢晃、本木卓、五十嵐武志、森脇優月、安藤隆弘、山内圭、青木優花、市原伸、大前英樹、小笠原雅登、加藤恵介、大内一斉、真壁弘、名取孝昌、池長正宏、村上洋平、砂押啓司
- 美術：大川明子、塚越千恵
- ロゴ：岩頭栄一郎
- キャラクターデザイン：関根豊
- 音効：廣島隼（月曜・水曜・金曜担当）、田村佑資（火曜・木曜担当）、中村由紀（火曜担当）、佐藤裕二（以前は火曜・木曜担当→火曜担当）、松田創（金）、井上研一（以前は月曜日兼務→水曜日）、古野達生（木、以前は毎曜日→火曜以外→水 - 金→水・木）
- VTR：藤田日登美
- 編集：秋田正樹、細川孝幸、青柳香織、兵藤真澄、島田金治、曽根隼一、伊藤聡彦、朝日豊、池田博俊、小澤章二、鈴木裕司、名雪健太郎、岩品博之、辻泰治、曽根徹、藤河優、望月浩久、竹内美穂、村田充、原田裕文、橋本竜(達)也、北浦義(美)夫、小宮純一、駒井健一郎、大場浩二、上田祐介、岡田秀一、清水良浩（清水→2020年1月13日は沈み良浩名義）、井出慧、小森佑(祐)輔、岡本直人、廣(広)川良一、安田裕貞(禎)、岡崎正和、瀬戸口靖治、宮崎章司、斉藤良太、山田佑紀、金子将太、花城卓恭、新保公英、佐々木智司、荒木将汰、馬木幸輝、鎌田光海、増田功紀、森岡佑次、肥夏俊樹、山下真矢、石川大貴、久米陽菜子、和田隆、岩崎直樹、森嶋亮、三井慎一郎、重田祐作、渡邉敏行、内村智也、椎名友教、川口達也、大関秀雄、長野紘也、須川浩之、大西真央、中島功二、金児良介、千葉雄斗、田代陸、酒井広志、坪野洋季、桐生亮磨、武者宏、橋本淳一郎、泉舘雄介、高木宏輔、田中宏弥、小林息吹（山田・金子・佐々木・森岡・久米・渡邉・川口〜小林→一時離脱►復帰）
- MA：守谷由似、大須賀尚子、熊井明子、高橋博臣、小野寺淳、樽川由佳里、岡崎博之、渕野あゆみ、船木拓也、伊藤敬一、稲葉清香、中尾和博、晴山恵輔、飯田太志、岩倉省吾、岸本権人、河野翔平、谷道建斗、中村豪仁、岡崎穣、長谷川真哉、村上敏之、吉田章太(大)、佐藤卓也（佐藤→以前はフェルナンデスくん）、松川智実、小林育、大野健志、天野彩花、矢沢知世、加々見信吾、川端千尋、迫久寿雄（迫久→以前はレシピの女王）、浅井佑人、林美蘭、志村武浩、中野由梨、井坂拓人、牧野友樹、安部結莉香、平山達也、末長美有、大江拓也、関川一貴、足立篤弘、元木綾美、杉山勉、藤井光洋、安河内隆文、ウォッシャム賢人、横山圭美、直江泰輔、島村崇史、小田嶋広貴（安部・平山・関川〜藤井・安河内〜小田嶋→一時離脱►復帰）
- 音楽：日本テレビ音楽
- CG：PARK GRAPHICS
- ECG[注 153]︰宮前芳恵
- リアルタイムCG：斉藤利紀、大竹栄子（火、月・水・金曜の回あり）、末継英一（水）
- ナレーター：織田っぱ、池谷広大（「フェルナンデス君が行く!」）、山崎優（共に火）、伊藤里奈、鬼頭明里（共に水）、森圭介（木）
- デスク：池田千草、生田目瑞穂、大西真紀（大西→火曜・木曜担当）、志村美果（毎曜日→以前は、火・木・金担当）、太田悠（太田→火・木担当）
- 制作進行：内海阿や（水、以前はアシスタントディレクター）、池田雅美（木、2019年7月4日 - 2024年9月26日、以前は木曜アシスタントディレクター）
- 編成：稲垣眞一・佐藤俊之・炭谷宗佑（共に日本テレビ）
- 編成企画：田中裕樹・高谷和男・下田明宏・吉無田剛・鈴木淳一（共に日本テレビ、鈴木→以前は編成）
- 宣伝：斉藤由美（日本テレビ）
- 営業：加藤友規・高松(梶原)美緒・清水美菜子（共に日本テレビ）
- 報道：星野泰佑（平日）、小倉宏、小西美穂、米澤淳志、林恭子、反町礼、中瀬真生、作井俊彦、松田順、今川太文、菅谷一弘、坂巻航、落合明子、鈴木美穂、岸田雪子、徳留美保、中丸(村)由子、川邊裕介、藤井潤、西倉浩司、佐久間浩、鈴木徹、本橋和彦、井上和弥、中村孔治、酒井礼人、山田泰、島田高弘(広)、菊池一浩、堀江亮、白鶯裕彦、野村祐介、田中匠、小林整司、後藤東、永島雅也、井田雅子、野田美佳子、永井和克、沼田明、片谷直子、長谷部真矢、後藤雅美（日替り）（酒井・島田・小林・片谷・長谷部→一時離脱►復帰）
- 制作協力：B-SHOP（火）、いまじん、ZION
- 管理マネージャー：仲田恵一
- AD：
  - （月）村上悠貴、山崎睦、馬場瞳、植松綾香、濱本亮、伊藤隼矢、佐藤恵太、澤村佳奈、白(石)井智也、國澤智子、山本航太、西田幸平、野口茉彩、吉田賢人、久保耕陽、川崎萌枝(衣)、吉田大光、井野場太一、土田百恵、武藤美咲、小林達郎、竹中未歩、小林愛、中野宏美、五十嵐力、中根明香、武田実沙子、上澤瑠衣、小竹宏美、青木友香子、真栄城南美、藤井彩加、砂口茉耶、村上望、亀谷優佳、久多良木千聡、舟根佳祐（舟根→以前は木曜アシスタントディレクター►一時離脱►復帰）、東場真之、小林亮太、藤井聖広、佐藤敦嗣、鈴木海咲
  - （火）岸田英理、落合彰吾、長尾京佑、工藤真大、星啓大、大澤和宏、橋本寛之、佐藤貴之、三井那結、梅本大介、小林杏奈、宮城貴志、岩崎秀紀、大越洋学、森有紗、牛嶋満里令、勝間田彩花、本間美月、齋籐奈奈（齋籐→一時ディレクターの回もあった）、岡崎健人、鈴木麗奈、山本京介、木村康子、八松里帆、坂井由莉、島﨑(崎)絵里、小林真理乃、大西雄生、関谷里菜、佐々木啓美(実)、森田祥平、佐々木万由子、奥野雄士、米永圭祐、若山優希、松本恭誠、小山田羽那、岩﨑林太郎、山形優和、福田涼太、竹内遥香、折出恵美、久保瑞希
  - （水）田村沙都子、邊ナラ、松本慎太郎、龍田清香、越山理志、伊藤守男、井上千恵美、牧野裕介、富永有美、鈴木大介、柳川雄洋、渡部健太、久保基樹、谷川美樹、田村幸大、永田真里奈、内山智文、浅野菜穂美、大矢悠哉、佐伯美紅、高橋和弘、岡本和己(也)、阿久澤岳登、青井真宏（青井→以前は月曜►一時離脱）、池田美奈子、坂田富美(子)、井上将司、西本幸平、村岡佑亮、田中亜維、根本香奈恵、上野詩織、阿部瑞希、山田雄大、具志堅君代ミリ、柴山英俊、安川舞香、武居隆也、鈴木姫菜、新井祐太朗、谷之木千穂、日吉理香（日吉→ディレクターの回あり）、伊藤千夏（伊藤千→以前は月曜）、祐源茂樹、小山晴菜、近藤勲、信田蒼弥
  - （木）高橋輝臣、越智えりか、城戸由貴子、宮良純子、花巻大祐（花巻→以前は水曜担当）、曳地麻実、毛塚仁志、鉾之原麻美、林優花、佐藤史織、寺村茉莉、吉田太地、呉俊鐸、橋本耕、菊地美帆、中津川大輝、須原翔、藤原亮介、武津岡大介、池田沙也佳、平川拓弥、鈴木保奈美、日比絢菜、並木沙織、井畑実香、柴田クマールアージュン、大元健、井上統暉、小山鹿の子、鈴木富美子、豊田莉加、青木優美、池上陽香、田中裕也、中川ゆりや、仙田尚希、山下宏樹、白仁田恵理、小栗佳世子、藤井友美、渡辺亜美、亀井健太、山内絵理子、織田一輝、近藤豪、星野開斗、髙宮由菜、出原逸、南朱里、田島大太、兵藤圭、渋谷さくら、廣瀬祐子、沖野晃良、櫻木愛耶、中嶌玲奈、白濱有也、清水康太
  - （金）熊本利之、羽根葵、本間かなみ、伊藤優、林見良介、大橋沙緒里、春名美里、荒木優、大畑沙織、新井万季、菊地原将太、東川瞳、齋藤瑞季、佐藤亜沙子、菅田裕之、白井拓人、増田咲紀、落合楓、阿部一樹、伊藤祥太郎、横井啓人、五十嵐香織、長島果穂、今井稜也、宮崎玲菜、鶴田寛人、玄葉明日香、牧野邦彦、横溝加奈恵、石神颯太、荻原未美花、野本開、市川潤（市川→以前は月曜アシスタントディレクター）、岡﨑歩、内田早紀、安岡歩、藤村香里、菜島百合
- <名探偵コナンコラボ企画>（2024年8月19日-23日放送）
  - 制作協力：SION
  - ディレクター：菅谷陽介、髙木もも花
  - プロデューサー：菅原めぐみ
- ディレクター：塚平敬司（以前は木曜担当）（毎曜日）
  - （2曜日以上）太田智（以前は金曜ディレクター►一時離脱、週替りで月・金）、名取佑樹（以前は水曜アシスタントディレクター、週替りで水・金）、伊東理(里)奈（週替りで水・木）
  - （月）轟木勇哉、中原芳、大澤俊介、岩佐学（岩佐→以前は金曜担当►一時離脱）、石橋浩二、小松聡、坂仲久恵、真木健一郎、木下真梨子（木下→以前はアシスタントディレクター）、髙野正樹（髙野→以前は火曜担当）、笹川麻未（笹川→以前はアシスタントディレクター）、小林周一、池端強、伴在正行（伴在→火・水曜担当►一時離脱）、近藤徹也、岩田徹、水島紳一郎、川上渡（川上→以前は木曜兼務►一時離脱)、野坂琢、川里利(理)恵（川里→以前はアシスタントディレクター)、谷口顕（谷口→以前は水曜アシスタントディレクター►ディレクター►一時離脱）、平川大輔（以前は木曜担当）、狩野正明、小舩井悠輔、竹内孝騎(駿)（竹内→共に以前は月曜アシスタントディレクター）、村松茂樹、中尾有美子、武内淳、塚原和代（塚原→一時離脱►復帰）、猪狩信人、小曽根雅記、萩原博喜、雨宮秀彦（雨宮→日本テレビ、以前はレシピの女王のみ）、大川広志、熊澤美麗、古沢将、栗崎圭悟（栗崎→以前は水曜担当）、玉城歩、渡邊麻子、吉田聖、中島貴祐（中島→以前は月曜アシスタントディレクター）、植村快（ホリックス）、武藤和也（えすと、以前はフェルナンデス担当►一時離脱►復帰）、上埜瑞穂、髙瀬美緒（E&W、以前は月曜アシスタントディレクター）、丸谷敬典、佐伯泉美、鈴木康裕（佐伯・鈴木→2021年9月27日まではアシスタントディレクター）、青木実香、若菜久利（若菜→コム・クエスト）、中江麻依華、寺野慎一郎（寺野→acro、一時離脱►復帰）、佐伯浩平、松井美保（松井→以前は火曜ディレクター►一時離脱）、ソネタマエ、山本史剛、浅川政樹、佐藤義徳、野村愛香（野村→2021年9月27日まではアシスタントディレクター）、松本奈々、高井結衣、宮田彩夏、市村奈々、伏野美穂、髙瀬瑞乃、諸伏将大、水賀美佑太、尾木英司、石橋樹、藤田音乃、清水麻絢（EIGHT）、浦島莉来、長濵葉月（水賀美→一時離脱►復帰、尾木・石橋→2021年9月27日まではアシスタントディレクター）、丹羽理沙子（丹羽→毎週）、牛島菜々子、倉本彩花、林春乃（林→2021年9月27日まではアシスタントディレクター）、佐々木優光（EIGHT）、浦島莉来、高見遥菜、江村英紀、加藤翔輝（3RINGS）、吉田大器、松原凱人、石原多恵、平井綾花、秋好美優、髙山晴透（江村・加藤→一時離脱►復帰、松原→以前は水曜ディレクター）
  - （火）大川貴臣、橋本淳志、寺山順二、宇賀神美帆、前川瞳美、稲熊洋介（稲熊→以前はアシスタントディレクター）、太田昌伸、諸田景子（諸田→以前はアシスタントディレクター）、八尋衣美、多田洋一郎（多田→以前はアシスタントディレクター）、水嶋陽、嵐修三郎（嵐→以前はアシスタントディレクター）、植木一実、梅澤将、筧友秀、梅津聡真、成田かほり、田中真理、小澤博之、岡本将明、佐藤大輝、内田義之、田中麻梨紗、石川藍人、比嘉祐美、遠藤隼人（えすと）、赤堀哲也（ロックンロール商店）、松山秀治、植木光雄、稲村隆、渡邊伸（植木・稲村・渡邊→一時離脱►復帰）、黒沢勇二、伊藤優海（内田・日下部・伊藤→毎週）、熊倉薫、中島龍之介、多田紘晟、角田勝也、中野晧介、森岡玲、小島晴（EIGHT）、中野虎之介、池田竜、田中巴菜、江橋光帆（熊倉・中島・角田・中野晧・森岡・小島・中野虎・池田・田中巴→2021年9月28日まではアシスタントディレクター）、王祐莉、飯田真由・田中真優（EIGHT）、加藤朱莉、山田陽太（山田→2023年11月まで月曜ディレクター）、藤野智光（うずまき）、森口みち子、塚原祐樹、大西あすか、小林恭寛（小林→一時離脱►復帰）、小澤恵、武石一也（武石→以前は火曜ディレクター►月曜ディレクター）
  - （水）花谷和典、政田もも子、久木野大、黒田伸、中田志保、石井伸吾、安池薫、大谷和久（大谷→以前は火曜担当）、岩淵渡、小俣友紀、畑中真治、高橋篤史、陶山桂輔、平井正寿、市丸信也、加藤清香、今村健二、諏訪陽介、鷹中亮介、松本亮佑、小島和也、小川剛、畠山剛治（畠山→以前は月曜►一時離脱►水曜アシスタントディレクター）、大竹正裕、浅倉俊之、赤木建彦、北川雅朗、河崎進也、村上宗義、蒲龍太郎（蒲→以前はアシスタントディレクター）、田辺昌邦、高田直、白鳥凌、石田一利、佐藤康弘、松尾郁弥、加藤昌義、島袋亮太、森谷将、岩田信歩（岩田→以前は水曜アシスタントディレクター）、浦嵜優（一時離脱►復帰）、本橋宏之、世良田佳男、吉田翔、丸木翔太、小川大輔、辰巳洋平（世良田・辰巳→一時離脱►復帰）、松坂世大（以前は水曜→水・木曜担当）、佐藤真紀子（佐藤→以前はアシスタントディレクター）、森山智世、小倉卓、有働可奈子、青木孝之、石坂啓人、上野雅敬（上野→一時離脱)、加藤迅、佐伯直哉（佐伯→一時離脱►復帰）、山本森坤、三井利行・山越由貴・谷岡仁・長田雄磨・服部孝司・久保田早紀（AX-ON、谷岡・久保田→毎週担当、三井→以前は木曜担当、長田→以前はアシスタントディレクター、久保田→以前は木曜アシスタントディレクター）、野満一朗太（野満→一時離脱►復帰）、村松遊介、林口広平、佐藤可弥（佐藤→2021年9月29日まではアシスタントディレクター）、鳥越崇史（鳥越→2021年9月29日まではアシスタントディレクター）、越智優、渡辺一行、小森優花、山本未由、纐纈明日香、山口大輔、小手川由莉、野螻友義、三浦里織、稲石果音、矢吹梨音、斉藤和奏、坂岡紗季、山田萌音、曽我このみ、釜崎夏純、黒谷萌々花、髙栁桃子、武信考（武信→Sp!ce Factory）、桑島知大、後藤駿介、木村亮、濱野圭佑（山口→以前は月曜►火/木・金曜ディレクター►一時離脱►金曜担当の回あり、小手川→2021年9月28日までは火曜アシスタントディレクター►火曜ディレクター►一時離脱、木村→以前は木曜ディレクター►一時離脱）
  - （木）小西梓美、小元肇、金澤知子、牧戸城司（牧戸→以前はアシスタントディレクター）、白野勝敏、菊池佳(桂)代、吉倉瑞穂、岩鼻優、奥村達哉、河野奈都子、三浦正幸、田中久義、伊澤洋介、松浦健太郎（松浦→以前は水曜►木曜）、坂本健一郎、石井和章、村岡克紀（村岡→以前はアシスタントディレクター）、戸塚謹嗣、相川生（相川→以前はアシスタントディレクター）、大橋達郎、松崎秀峰、菅野優美子、鎌田健太、檜垣和孝（檜垣→一時離脱►復帰）、坂本侑哉、河内大将、安部翔子（安部→以前はアシスタントディレクター）、森大祐（以前は月曜）、大畠憲彦（大畠→一時離脱►復帰）、山泉貴弘（ロンドベル、以前は月曜►水曜►一時離脱►月曜►金曜担当）、傅克文、利元智幸、布澤達也、小松輝、曽我部玲奈（小松・曽我部→2021年9月30日まではアシスタントディレクター）、荒谷未沙希（荒谷→以前はアシスタントディレクター）、鈴木住雄、佐々木博基、多田彩香、齋藤莉那、日吉理香、清水雄輝（清水→2021年9月30日まではアシスタントディレクター）、平間広也、田中怜、岩上雛子、田中朝菜、藤野倫瑠、赤田未来、田中十萌、須田真光、安渡信太郎（安渡→以前は金曜アシスタントディレクター►一時離脱►復帰）、川端洋輔（川端→毎週）、長岡新（AX-ON、以前は月曜→水曜）、河野未来（河野→2021年9月30日まではアシスタントディレクター）、陣野光希、佐々木麻里朱、林華菜、上原奈月、田村天音、中川あやめ、林本真生、関谷優作、尾越功（ハンター）、田邊諒、武木田一馬（WAONZ）、矢島理恵子、久保光史、伊藤琴美（NXエヌエックス）、佐藤努、大塚哉太、鈴木陸久、中尾光佐、江橋純一（田邊〜矢島・久保・伊藤→一時離脱►復帰、矢島→以前はアシスタントディレクター、大塚→以前は木曜担当►一時離脱►水曜►再び一時離脱►金曜►一時離脱、中尾→以前は金曜ディレクター兼務、江橋→以前は月曜ディレクター►一時離脱）
  - （金）新井規郎、下山拓也、南川尚人、廣瀬由紀子、岡山眞也（岡山→以前は月曜担当）、奥河内都、長谷川嘉紀、礒田泰市（礒田→以前はアシスタントディレクター）、李英叔、高橋雅樹、辻智子（辻→以前は月曜担当）、増田雄太、大井章生、大嶽一豪、本田拓也（本田→以前は月曜アシスタントディレクター→月曜ディレクター►一時離脱）、山本怜佳（2021年9月まではアシスタントディレクター）、吉岡大介、稲葉一馬・山田大樹・八田晃子（AX-ON、稲葉→以前はアシスタントディレクター）、長島更紗、松森幹太、湯浅毬乃、土屋正和（土屋→てっぱん）、泉俊輔、雨宮佑介（雨宮→フォーミュラミュージックエンタテインメント、毎週担当、長島・松森・湯浅→2021年9月24日まではアシスタントディレクター、泉→以前はアシスタントディレクター）、大平千晶、小林梨菜、石井瑞紀（大平・小林・石井→2021年9月24日まではアシスタントディレクター）、澤田歩実、佐藤愛里菜、若狭真美、船越康之、原大貴、亀田歩、林歩実香、大野涼平（毎週）、辻潤、砂川隼樹、金井洋人(介)、渡辺梢子（創輝）、潮和徳、箙英明・石橋風吾（AX-ON）、大平祥子、成澤将来、竹田卓将、米田浩平、福盛健太、丸山太嘉志（週替り）/ 木村璃子、島田朱莉、宇野秀一、佐藤美偉菜、金田奈美、福島健太朗、林亮多、田中里沙、西口はずき、玉置泰葉、猪野憲賜郎、榎泉、纐纈真子、芝下真葵、沼田莉歩、伊田翔吾、比嘉乙絵、吉田知世、森虎太郎（毎週）、山下楓美子、松井一樹、藤田あかね、田尻美希、嶋村あすみ、兼折萌々、岩﨑瑛美佳、小野寺拓未、井指ひかる（金井→以前は水曜►一時離脱►金曜担当►再び一時離脱、渡辺梢→以前は水曜担当►一時離脱、箙→以前は月曜►水曜担当►月曜担当►水曜担当►毎週金曜、成澤・米田→一時離脱、丸山→以前は水曜担当►一時離脱、福盛→以前は木曜担当►一時離脱）
  - （フェルナンデス担当）馬杉光、深沢博信、瀬戸口晃、小松利光、石野浩史、二神新
- プロデューサー：関健一（日本テレビ）、岡村光洋（岡村→隔週交代）、瓜生健（日本テレビ、2014年6月2日 - 2017年11月30日）、黄木美奈子（以前は火曜→火曜・木曜→毎曜日、2018年11月30日まで）、藤井良記（2021年6月1日 - 11月30日、2018年12月6日 - 2020年5月28日までは木曜演出、2020年6月1日 - 2021年5月31日までは月曜プロデューサー）、伊藤茉莉衣（2021年12月1日 - 2022年5月31日、以前は水曜アシスタントディレクター►一時離脱）、小林拓弘（2017年12月1日 - 2022年11月30日）、蔭山彩（2023年5月3日 - 2024年5月31日、以前は2021年6月1日 - 11月30日まで火曜P►一時離脱）（毎曜日）、塩原由子（塩原→以前は管理マネージャー）、宮本靖広（AX-ON、2014年6月2日 - 2016年6月末、以前は毎曜日P）、佐藤悌（AX-ON、2016年7月 - 2020年3月）、大朏禎久（AX-ON、2023年7月6日から2024年6月27日までは木・金曜、以前は月曜演出►プロデューサー►水曜プロデューサー►月曜プロデューサー►3曜日P）、金誠貴（2023年4月6日から2025年1月31日までは木・金曜、以前はアシスタントディレクター►金曜ディレクター►一時離脱►2022年4月7日 - 2023年3月30日は木曜プロデューサー）、伊藤彰（2020年4月7日から2025年3月27日までは火・木曜、以前は情報統括デスク►2014年6月2日 - 全曜日►4曜日P）（複数曜日）、町尻具宗、前田憲昭、大越理央（大越→以前は木曜以外）、味元崇（味元→以前は水曜担当►一時離脱）、藤井則子、今井康則、森川高行、寺元由嘉、沢田健介（沢田→2019年6月3日 - 2020年5月25日、以前は火曜ディレクター►2019年4月 - 5月火曜AP）、鈴木将大（2021年12月6日 - 2022年5月30日、以前は2020年10月6日 - 2021年11月30日までは火曜プロデューサー）、橋村青樹（橋村→2020年4月6日 - 、以前は火曜ディレクター►火曜AP）、徐真然（2021年12月6日 - 2022年11月28日）、森山琢哉（2022年12月26日 - 2024年5月27日、以前は金→火曜ディレクター►一時離脱►2022年6月7日 - 11月まで月曜プロデューサー→►12月12日 - 12月20日まで月・火曜プロデューサー）（月曜担当）、大野光浩（えすと、2020年4月6日 - 2022年2月28日、以前は火曜演出►火曜P）（月曜・火曜担当）、志波佳代子、黒川高（黒川→2020年4月7日 - 9月）、山田有紀（2021年10月5日 - 2023年3月28日、以前は火曜アシスタントディレクター►2021年9月28日まではAP）、渡邊友一郎（日本テレビ、2022年12月27日 - 2024年5月28日、以前はアシスタントディレクター►月曜ディレクター►一時離脱）、清家未来（2024年6月4日 - 2025年6月3日、2022年6月3日 - 2024年5月31日までは金曜プロデューサー）（火曜担当）、福田一寛、笹木哲（笹木→以前は水曜ディレクター）、久道恵（久道→2018年12月5日 - 2022年11月30日）、奥陽介（2024年12月4日 - 2025年5月28日）、森千花子、小嶋清美、筒井梨絵、石川絵里、相澤衆（相澤→2021年4月14日-2024年10月9日）、伊藤杏朱（AX-ON、2023年7月5日 - 2025年5月28日、以前は水曜アシスタントディレクター►2021年9月30日までは木曜アシスタントディレクター►木曜ディレクター）（水曜担当）、中谷聡（日本テレビ、中谷→以前は毎曜日演出►プロデューサー►火曜・木曜・金曜担当►一時離脱)、安彦真利江（安彦→2018年12月6日 - 2019年11月28日）、岡野敬介、磯和伸明（磯和→以前は毎曜日・隔週交代)、笠原大輔（笠原→以前は水曜プロデューサー)、横澤俊之（2019年12月5日 - 2020年3月、以前は火曜アシスタントディレクター►ディレクター►AP►2019年11月26日まで火曜P）、藤戸星妃（2020年4月2日 - 2022年9月、以前は木曜アシスタントディレクター►一時離脱）、貝山京子（貝山→2022年6月2日 - 2023年5月、以前は2021年6月4日 - 2022年5月27日までは金曜プロデューサー）、佐藤雄（AX-ON、2023年7月6日 - 2024年6月）、渡邊菜月（渡邊→2023年6月 - 2025年3月27日 、以前は木曜アシスタントディレクター►一時離脱►2022年12月7日-2023年5月まで水曜プロデューサー）（木曜担当）、佐野正法（佐野→2019年12月6日 - 2020年9月25日）、渡邊政次（日本テレビ、2020年4月3日 - 2021年5月28日）、入江若菜（2020年4月3日 - 11月、以前は2017年6月2日 - 2019年6月まで火/金曜AP）、古橋光義（以前は金曜ディレクター）、髙橋秀与（2021年10月1日 - 2022年2月25日、以前は金曜ディレクター►2020年10月2日 - 2021年9月25日までは制作進行）、上田桃子（2022年3月4日 - 12月、以前は水曜アシスタントディレクター►水曜ディレクター）、廣瀬詩歩（2021年10月1日 - 2023年3月31日、以前はアシスタントディレクター►金曜ディレクター►2020年11月13日 - 2021年9月25日まではAP）、村上剛（AX-ON、2021年4月2日 - 2025年3月7日、以前は水曜ディレクター►2019年7月3日 - 2021年3月24日までは水曜プロデューサー）（金曜担当）、さとうしゅう（以前は毎曜日・隔週交代）（木曜・金曜担当）
- チーフプロデューサー：安岡喜郎・遠藤正累（遠藤→2014年6月2日 - 2019年5月31日、以前は毎曜日プロデューサー）・横田崇（2019年6月3日 - 2020年9月30日、番組初期時代はプロデューサー→一時離脱）・江成真二（2020年10月1日 - 2022年5月31日）・新井秀和（全員日本テレビ、2022年6月1日 - 2025年5月30日、以前は水曜プロデューサー►一時離脱）

## テーマ曲

### オープニング・エンディングテーマ
- 2011年3月28日 - 2020年2月13日、：槇原敬之「LUNCH TIME WARS」[注 154]（Buppuレーベル）オープニング・エンディングテーマ曲[注 155]
  - 2011年7月には番組レギュラーの大半と槇原が出演するミュージック・ビデオが制作された。女性レギュラーによるダンスシーンの配置はダンス技術と秘書検定の成績により決定し、平愛梨がセンターに選ばれ、いとうあさこ・吉川友・愛実・河北麻友子がセンターグループに入った。振り付けはパパイヤ鈴木が手掛けた。
  - 2012年7月には新たにミュージック・ビデオが制作され、女性レギュラーによるダンスシーンの配置は、南原・槇原・振り付けを担当したSAM（TRF）[注 156]によるダンス審査とホームページでの視聴者投票により決定。前年に続き平愛梨がセンターに選ばれ、矢口真里・いとうあさこ・SHELLY・足立梨花がセンターグループ（ヒル5）に入り、裏センターには水卜麻美（日本テレビアナウンサー）が選ばれた。
  - 槇原の不祥事に伴い、2020年2月13日をもって曲の使用を中止し、翌14日 - 9月30日までは、日本テレビの音楽ライブラリーにある音源[注 157]を使用していた[22]。

- 2020年10月1日 - 2025年5月8日[注 158]、：のぞまぬ&BASSICK[注 159]「欲張りランチタイム」
  - 2020年4月から番組ホームページにて新たなテーマ曲の募集を開始。ボーカルの有無、曲のジャンルやプロ・アマは問わず[23]開始した4月1日から7月31日までに2664曲が応募され、随時番組内でも候補曲[24]が紹介された。
  - 2020年7月31日（金）の放送内では選出方法を、カメラマン・音声・美術・照明といった「ヒルナンデス!」全スタッフ総勢246人[注 160]による選定で行うことを発表し、8月下旬に一次選考で決定した10曲が発表された。二次選考では各曜日の演出・プロデューサー、計30人による選出で9月下旬に5曲まで絞られ、全スタッフによる投票の最終選考で決定した「欲張りランチタイム」が10月1日より使用を開始した。
  - 2020年11月3日（火）の放送でPVの作成を発表し、視聴者から「あなたのお昼」をテーマとした写真・動画の募集を開始、2022年5月までに応募された2000件を越える動画から作成され2023年3月21日（火）の放送で完成を発表した。現在は、公式ホームページにて公開している。
  - 投稿された動画は木曜日のエンディングに随時披露されていた。
  - 完成したPVの動画時間は、全ての応募素材を使用したため57分23秒と長編となっている。

| 選考通過した応募曲一覧 | 選考通過した応募曲一覧 | 選考通過した応募曲一覧            | 選考通過した応募曲一覧                                                   | 選考通過した応募曲一覧 |
| 一次選考発表日         | 二次選考発表日         | 曲名                              | 応募者                                                                   | 内容・補足 |
| ---------------------- | ---------------------- | --------------------------------- | ------------------------------------------------------------------------ | --- |
| 8月24日（月）          | 9月25日（金）          | 欲張りランチタイム                | のぞまぬ&BASSICK                                                         | CMソング制作に携わるのぞまぬとHKT48などの作曲を手掛けるBASSICKによる一曲 |
| 8月24日（月）          |                        | Afternoon Ole!                    | Aloe                                                                     | 応募者は東京都内でサラリーマンを勤めている。 ミュージック・ビデオではヒルナンデス!レギュラーの手描きイラストが使用されている。                                                      |
| 8月25日（火）          | 9月23日（水）          | do-va-do Lunch (ドゥバドゥランチ) | MOS feat.Ari                                                             | 管楽器のスペシャリストによるガールズブラスユニットMOSと海外でも活躍するカラーポワントのボーカルAri さらに音楽プロデューサー中山浩佑がテーマ曲制作のために結成したユニットによる一曲 |
| 8月25日（火）          |                        | おーーー！昼なんです              | さつき feat.Akitoshi-KamberLand                                          | トリマーとして働いている応募者とその息子が作詞・作曲 |
| 8月26日（水）          | 9月22日（火）          | Hiru Hiru Hiru                    | 月光テツヤ                                                               | 応募者は印刷メーカーから脱サラし、ロックバンド月光グリーンのボーカルを担当する他に、清掃業として勤めている。                                                                        |
| 8月26日（水）          |                        | ヒルナンデス・ワンダフルネス      | 木島タロー&DUC                                                           | 指揮・制作の木島タローと、総勢13人によるコーラスグループDUCのハーモニーが奏でる一曲                                                                                                 |
| 8月27日（木）          | 9月21日（月）          | ヒルナンデス!                     | 眉村ちあき                                                               | 若者に人気の「弾き語りトラックメーカーアイドル」による一曲 |
| 8月27日（木）          |                        | Hello                             | チームHello                                                              | テレビ局でアシスタントディレクター（AD）を勤めている応募者が自身の音楽仲間と共に制作                                                                                                |
| 8月28日（金）          | LUNCH TIME RAINBOW     | 中村千尋&ホリーダ・ケイ           | CMソングの制作も行うシンガーソングライターと作曲家によって制作された一曲 | |
| 8月28日（金）          | 9月24日（木）          | Be Alright                        | 遥海                                                                     | 同年5月にメジャーデビューを果たしたトリリンガルシンガーよる踊りたくなるような一曲                                                                                                   |

- 2025年5月9日 - 現在、：ヒルナンデス!バンド「いつものところで」
  - 2025年3月で番組放送15年目を迎えたことから新テーマ曲プロジェクトを立ち上げ、2025年5月8日放送にて初公開され、翌日より起用されている。
  - バンドメンバー[注 164]は、南原清隆（Gt.&Vo.）・浦野モモ（Ba.）・王林（Vo.）・松陰寺太勇（Gt.）・やす子（Key.）・大沢あかね（Dr.）。作詞・作曲は南原が担当した。
  - ヒルナンデス!バンドは総合MCの南原、アシスタントの浦野、曜日レギュラーから構成されたバンドとして2023年のTHE MUSIC DAYへの出演を皮切りにライブや24時間テレビに出演していた。

## マスコットキャラクター

### ハピナンデス!
- 声：高橋美佳子[26]
- 2022年4月1日放送より番組アシスタントとして加入し毎日出演[注 165][注 166]。「世界一幸せな動物」といわれるクアッカワラビーをモチーフとしている。
- 特技はダンスとおしゃべりで、番組エンディングなどで曜日レギュラーやゲストと一緒に踊る傾向がある。[27]
- チャームポイントとして、後頭部に付いている花[注 167]とハート形をした肉球を挙げている[27]。また、首から緑色の蝶ネクタイと、オレンジ色の小さなショルダーバック[注 168]を付けている。
  - ちなみに、バックの中にはハピナンデス!が番組終了以降に食べるおやつが入っている模様である[28]。
- 口癖として、「ハピ!」や「ハッピ〜」、会話の最後や敬称の代わりに「ナンデス!」と用いるのが特徴である。[27]
- 好きな言葉は『笑う門には福来る』。
- 2022年4月4日より、ヒルナンデス!公式Twitterアカウントの投稿を開始[注 169]。アカウント名・プロフィール画像もハピナンデス!に変更された。また、4月11日より開設された番組公式Tiktokでもダンス動画を中心に更新を開始した。
- 24時間テレビの放送週ではアシスタントのアナウンサーと同様にチャリTシャツを着用して出演する。
- 2022年5月2日放送より、番組オープニングロゴにハピナンデス!のCGアニメーションが追加された。
- 2022年8月8日より、自身のオリジナルグッズ（缶バッジ・キーチェーン・マフラータオルなど）が日テレ屋や日テレポシュレより販売を開始した。[27]
- 2023年2月13日（月）放送の『最新家電トレンド』企画では、VTRにてフェルナンデス君並びにフィル・アンデス君のようなパペットで出演した。
- 2022年5月26日（木）放送では、番組エンディングにて当日行われる公式戦放送の番宣で登場した読売ジャイアンツマスコットキャラクターのジャビットと、2023年3月13日（月）放送では、同じく番組エンディングにて『NHK×日テレ テレビ70コラボウィーク』の一環で登場したNHKのマスコットキャラクターであるどーもくんと共演を果たした[29]。
- 2023年6月5日放送では開局70周年の日本テレビとブランド創設40周年となるファッションブランド『CHUMS』とのコラボグッズとして当番組では、月曜レギュラーのフワちゃんとの共同でハピナンデス!をデザインに用いたTシャツを製作。当日お披露目されハピナンデス!もTシャツを着用した。
- 2024年以降、冒頭と終盤のみ「ハピ～」と喋るだけになり、火曜日に至っては、全く喋らなくなった。

### フェルナンデスくん&フィル・アンデスくん
タイトルロゴ・オープニングアニメ、番組中のロケVTRテロップや週間天気予報内に登場していた。タイトルロゴはピンク色の吊り目の猫・フェルナンデスくんには「Do you Enjoy?」、オレンジ色のビーグル犬に似た垂れ耳の犬・フィル・アンデスくんには「Yes!」というフキダシがついており、2017年10月の番組リニューアル以降は、各コーナーの開始時などにパペットに準じたデザインのフェルナンデスくん1号とフィル・アンデスくんのCGアニメが流れるようになった。
おねがいマイメロディとのコラボグッズなどのキャラクターグッズも多数発売されており、特に2013年5月にはフェルナンデスくん1号をベースにしたハンドパペットが「フェルナンデスくんの兄弟たち」として限定2000体で販売されており、1体ずつシリアルナンバーが入っている。
水曜レギュラーの春日俊彰（オードリー）はフェルナンデスくん、フィル・アンデスくんのアップリケが入ったベストを着用しているほか、月曜レギュラーのフワちゃんもフェルナンデスくんとフィル・アンデスくんの装飾を付けた衣装を隔週交互に着用して出演していた。
2022年4月1日放送より、新キャラクター『ハピナンデス!』が登場。この日の放送からタイトルロゴ等からフェルナンデスくん並びにフィル・アンデスくんが削除されている事、フェルナンデスくんとフィル・アンデスくんのデザインの衣装を着用していた春日・フワちゃんがハピナンデス!登場後の放送より変更されていることから事実上の交代・降板となった。
当項目では、番組初期の放送されていたメインコーナー「フェルナンデスくんが行く!」の情報に基づき掲載する。
共通項目
- 声：長良真里、原案：村上和彦
- 番組ロゴから現実世界に飛び出したキャラクター（姿形は未だ微妙に未完成。2号に関しては若干番組ロゴの公式イラストに近いデザインをしているがこちらも未完成）。
- いずれのキャラクターがコーナーではパペット人形となっており、目や眉や口などのパーツを付け替えて表情を変えられるようになっており、この手法は以前深夜番組の『WIN』でも用いられた手法である。
- フェルナンデスくん2号以降の（）内には、当コーナーに初登場した放送回を参照している。

フェルナンデスくん
- 足は灰色、尻尾は黒色をしている。イラストでは黒い首輪をしているがパペットはしていない。
- 鳴き声は「みゃ」、「みゃあ」、「みゃう」、「みゃは」、「みゃひ」など。3号は「みゃむ」と鳴く。
- 大好物はねこまんまとおにぎり。好きなプロ野球チームは読売ジャイアンツ。
- 自称・芸能事務所社長のDr.タナカの所属タレント兼部下として、一番イラストに近いデザインで目が小さく、両目の間隔が広く口が開閉する新型フェルナンデスくん（仮）が登場したこともある。少し頭が弱く舌足らずな喋りが特徴で、当初は1号よりもかなり高い声だったが、2011年9月19日放送分からは3号よりもかなり低い声に変わった。Dr.タナカの計略で1号と2号に取って代わる事を目論んでいたが、自身のグッズ製作をメーカーに依頼する際に間違ってサンプルとして1号の写真を提出してしまい、1号モチーフのキーチェーンが製作されてしまうという失態も演じている。Dr.タナカはこのキーチェーンと製作費の支払いを1号と2号に押しつけ、1号と2号は支払いのためにキーチェーン500体（後に新型フェルナンデスくん（仮）の発注ミスという設定で2500体を追加）を日テレ屋汐留店内の特設ブースで販売した[注 172]。また、このグッズ製作の過程で、試作品としてイラストのデザインをほぼ忠実に再現した「完成形フェルナンデスくん」のマスコット人形が作られている。
- 2011年10月より曜日レギュラーとなった春日俊彰（オードリー）の衣装には、お馴染みのピンクのベストに新型フェルナンデスくん（仮）のアップリケが施されている。
- 2012年3月21日・22日放送分は“人間ドック中”という理由のもとコーナーが休止となり、その結果過労と診断されたため（余談だが、人間ドックを担当した医師はDr.タナカにそっくりである）、2012年4月9日放送分からは週2 - 3回程度の出演となり、新たにフィル・アンデスくんがリポーターとして加わった。
- 2012年6月27日放送分において、1号は番組の資金不足を理由に遠藤正累プロデューサーにクビを宣告された。その後、資金調達のため2号とフィル・アンデスくんと共に「ピンクエージェンシー」なるヒット商品の謎を調査をする組織を結成し、青い封筒に導かれて儲け話を探すことになった。以降、ヒット商品の開発は1号、レポートは2号とフィル・アンデスくんがそれぞれ担当になった。
フェルナンデスくん1号
  - 一人称は「僕」。
  - 体表はボア生地のような質感でフサフサした体毛があり、口を開閉させることができる。イラストに比べ柔和な目つき（イラストは吊り目だがパペットは垂れ目に近い）。
  - リポーター以外の仕事は映画『三銃士/王妃の首飾りとダ・ヴィンチの飛行船』（宝くじ売り役）と『スノーホワイト』（ラヴェンナ王女の弟役）の日本語吹き替え、「ミュージック・ビデオを作るンデス!」（2012年7月）の振り付け担当探し、番組内で放送されるインフォマーシャル（「梅の日」のCM、食器用洗剤のCM（松本志のぶと共演）など。
  - お人好しで単純な思考の持ち主だが、すぐに涙を流すなどネガティブな性格。
  - 2013年3月27日放送分で、コピー機に激突したショックでクシャミをすると自分の分身を生成する能力が身についた。これで誕生した分身たちは、その後グッズとして限定販売されている（上記参照）。またこの時期にパペットが新調されたようで、全身の毛足が若干短くなり目や眉も固定式になった（発売されたグッズと同仕様）。
  - オリジナルテーマソングは「フェルナンデスくん1号Go!」（作詞・作曲近藤夏子）
  - 第28回サンリオキャラクター大賞コラボ部門にマイメロディとのコラボレーションとして出場し、準優勝を獲得した。
  - コーナー終了以降もインフォマーシャルに出演するなど唯一セリフ付きの出番があり、2020年5月11日放送分の「超難問 間違い探し」内で挑戦者である月曜レギュラーの敵ワルナンデスとして約7年ぶりにヒルナンデス本編に出演した。

フェルナンデスくん2号（2012年4月18日 - ）
  - 一人称は「僕」。
  - 体表はフェルト生地のような質感で、口は小さく開閉はできない（パーツの付け替えで表情をつける事は可能）。上記の通り1号に比べイラストに近いデザインになったが、目は丸っこい。1号よりやや耳が小さく体色が濃い。
  - リポーター以外の仕事はホームランアワードの親善大使。
  - ポジティブかつ強気で賢いが計算高い性格。
  - オリジナルテーマソングは「フェルナンデスくん2号のテーマ」（作詞・作曲SPYAIR）

ジャイアントフェルナンデスくん3号（2011年10月25日 - ）
  - 一人称は「俺」。
  - 身長130センチ。外見は1号がモデル[注 173]で、若干両目の間隔が広い。
  - 巨体のためリポーターはしないが、2011年日本テレビ系食ウィークの一環として行った「ヒルナンデス!オリジナルアイスクリーム」の販売マスコット、日テレ屋での店番（ディスプレイ）などが主な仕事。フィル・アンデスくんが登場する前は、時折勝手に1号のロケ先に付いて行きインタビュー対象のタレントを「遊ぼう」と誘うこともあり、そのため1号は3号の強攻的な行動に対しツッコミを入れていた。
  - 勇敢だが気に入らない人物に噛み付く癖がある。また、食いしん坊な性格。

フィル・アンデスくん（2012年4月9日 - ）
  - 足と尻尾は黒色。一人称は「オイラ」。鳴き声は「ヴァウ」。
  - 鼻が利かないため方向音痴（外見上も鼻に当たる部分は見当たらない）。
  - 体表はフェルト生地のような質感である。口は開く場合と開かない場合（この場合は口が完成形に近づく）がある。
  - 人間ドックの結果「仕事量を減らせ」と宣告された2匹のフェルナンデスくんの負担を軽くするため、2012年4月9日放送分の「フェルナンデスくんが行く!」でリポーターとして現実世界に初登場した。それに先立ち、2012年4月5日放送分では謎の黒い影として後ろ姿、2012年4月6日放送分では全身が公開された。リポーターデビュー当日の2012年4月9日放送分では、赤い封筒の中身を見ずに飛び出してしまったためフェルナンデスくん1号の負担を増やしてしまい、挙げ句の果てに迷子になりフェルナンデスくん2号に保護されるなど、さんざんなデビューとなった。
  - 楽天家なお調子者で、実際はフェルナンデスくん達のサポート役だが「コーナーを引き継いだ」と思っている。また非常に単純であり、槇原敬之に「ひろし」と呼ばれた際に「オイラ“ひろし”だっけ?」と勘違いしそうになった。

## 付記事項

### 新型コロナウイルス感染拡大への予防策・対応（2020年〜2023年）

#### 2020年
- 2月27日 - 日本国内における新型コロナウイルス感染拡大に伴い、スタジオでの観覧募集を当面の間中止することを発表。
- 3月30日 - スタジオ出演者間で間隔を空けて出演するようになる。
- 4月6日 - この日より南原を除き、アシスタント・曜日レギュラー・ゲストはリモート出演する体制となる。
- 6月1日 - 番組アシスタントの滝・梅澤がスタジオ出演を再開。
- 6月2日 - 曜日レギュラーが2ヶ月ぶりにスタジオ出演を再開。

#### 2021年
- 4月1日 - 曜日レギュラー全員がスタジオ出演となる。

#### 2022年
- 6月1日 - 2020年2月26日の放送以来、約2年4ヶ月ぶりにスタジオへの観覧を再開した。再開当初は、17〜20名程度が2列に分かれて出演した。またこれ以降スタジオ観覧者は、ハピナンデス!のイラストが描かれた番号札を付けて出演。企画によってはコメントや写真を提供するなどしてテレビ出演することもある。
- 10月3日 - スタジオ観覧の人数が30名程度に増やされ3列となる。

#### 2023年
同年5月8日にて、新型コロナウイルスによる感染症の感染者法上の位置付けにおいて『5類感染症』に移行し規制を緩和。
以降、対応は緩和傾向にあり2024年4月時点で2020年2月以前とほぼ同等の収録体制である。

#### 出演方法の変遷
| 各曜日の出演方法と中継先 | 各曜日の出演方法と中継先 | 各曜日の出演方法と中継先       | 各曜日の出演方法と中継先                                                    | 各曜日の出演方法と中継先                                          | 各曜日の出演方法と中継先                                | 各曜日の出演方法と中継先                                      | 各曜日の出演方法と中継先                                                           | 各曜日の出演方法と中継先 |
| 期間                     | 出演方法 | 中継先                         | 中継先                                                                      | 中継先                                                            | 中継先                                                  | 中継先                                                        | 中継先                                                                             |                          |
| 期間                     | 出演方法 | アシスタント                   | 月曜                                                                        | 火曜                                                              | 水曜                                                    | 木曜                                                          | 金曜（※斜字は金曜シーズン芸人）                                                    |                          |
| ------------------------ | --- | ------------------------------ | --------------------------------------------------------------------------- | ----------------------------------------------------------------- | ------------------------------------------------------- | ------------------------------------------------------------- | ---------------------------------------------------------------------------------- | ------------------------ |
| 2020.04.06 - 06.01       | 南原以外はリモート・電話や自宅からの写真・動画の投稿で出演 火曜・木曜レギュラーは3〜4人で隔週出演                                                              | 会議室 （交代制）              | 藤田→自宅 森三中 →タワートップスタジオ 小峠→2階ロビー 島→北海道の所属事務所 | 長田・松尾→自宅 渡部・いとう・八乙女・有岡→会議室 佐藤→所属事務所 | 阿佐ヶ谷姉妹→木村の自宅 オードリー・山之内・和牛→会議室 | サバンナ ・横山・友近→自宅 富田→所属事務所 桐山・中間 →会議室 | 久本・SHELLY・宮下草薙・アインシュタイン→自宅 陣内・かが屋→会議室 河北 →所属事務所 |                          |
| 2020.06.02 - 08.06       | 各曜日レギュラーの1〜3人（コンビなら1組）はスタジオ、その他のレギュラーは引き続きリモートで出演 スタジオ出演の際には、ソーシャルディスタンスに配慮した上で出演 | スタジオ （コーナー③より交代） | 藤田・森三中→会議室 小峠→2階ロビー 島 →北海道の所属事務所/2階ロビー         | スタジオ出演者以外→会議室                                         | スタジオ出演者以外→会議室                               | 八木→自宅 八木以外→会議室                                     | SHELLY・かが屋・アインシュタイン→自宅 河北→所属事務所 久本・陣内・宮下草薙→会議室  |                          |
| 2020.08.07 - 08.21       | 各曜日レギュラーの1〜3人（コンビなら1組）はスタジオ、その他のレギュラーは引き続きリモートで出演 スタジオ出演の際には、ソーシャルディスタンスに配慮した上で出演 | スタジオ （コーナー③より交代） | 藤田・森三中→会議室 小峠→2階ロビー 島 →北海道の所属事務所/2階ロビー         | スタジオ出演者以外→会議室                                         | スタジオ出演者以外→会議室                               | 八木→自宅 八木以外→会議室                                     | スタジオ出演者以外→会議室                                                          |                          |
| 2020.08.24 - 09.22       | 各曜日レギュラーの1〜3人（コンビなら1組）はスタジオ、その他のレギュラーは引き続きリモートで出演 スタジオ出演の際には、ソーシャルディスタンスに配慮した上で出演 | スタジオ （コーナー③より交代） | 藤田・森三中→会議室 小峠→2階ロビー 島 →北海道の所属事務所/2階ロビー         | スタジオ出演者以外→会議室                                         | スタジオ出演者以外→会議室                               | 八木→自宅 八木以外→会議室                                     | 全員スタジオ出演                                                                   |                          |
| 2020.09.23 - 2021.10.28  | 各共演者と一定の距離を置き、ソーシャルディスタンスに配慮した上で出演 ゲストも原則スタジオから出演                                                              | スタジオ （コーナー③より交代） | 全員スタジオ出演                                                            | 全員スタジオ出演                                                  | 全員スタジオ出演                                        | 八木→自宅 八木以外→会議室                                     | 全員スタジオ出演                                                                   |                          |
| 2020.10.29 - 2021.03.26  | 各共演者と一定の距離を置き、ソーシャルディスタンスに配慮した上で出演 ゲストも原則スタジオから出演                                                              | スタジオ （コーナー③より交代） | 全員スタジオ出演                                                            | 全員スタジオ出演                                                  | 全員スタジオ出演                                        | 八木→自宅 八木以外→スタジオ出演                               | 全員スタジオ出演                                                                   |                          |
| 2021.03.29 - 2023年頃    | 各共演者と一定の距離を置き、ソーシャルディスタンスに配慮した上で出演 ゲストも原則スタジオから出演                                                              | スタジオ （コーナー③より交代） | 全員スタジオ出演                                                            | 全員スタジオ出演                                                  | 全員スタジオ出演                                        | 全員スタジオ出演                                              | 全員スタジオ出演                                                                   |                          |

### 派生番組
- 『マチャミのおひとりさまが行く 築地〜日本橋グルメ数珠つなぎ編』（2024年12月25日、BS日テレ）
  - 金曜コーナー「マチャミのおひとりさまが行く」を特別番組として単独番組化[71]。レギュラー放送と同じく四本木典子がナレーションを務めた。

## 重大ニュース・特別番組放送時の対応
- 突発的な大事件・大事故や大地震などの自然災害、政局などでの重大な動きが発生した時に、報道フロアから臨時ニュースを放送する必要が生じた場合は一時中断とする場合があり、事案によっては昼のニュース番組である『NNNストレイトニュース』のキャスターが出演する場合がある。
- NNN報道特別番組やオリンピック等の各種スポーツ中継を本番組の時間帯に全国ネットで放送する場合は、短縮放送（放送時間繰り下げの事例もある）または全編休止のどちらかとなる。
- 年末年始期間中は特番編成のため概ね1週間程度全局休止となる。また、毎年1月5日（2022年 - 2024年は1月4日[注 182]）は『全国高校サッカー選手権大会』の準々決勝中継を日本テレビ等の一部地域で放送するため全局休止となる[注 183]。また成人の日は決勝のため短縮または全局休止の場合がある。これらの休止のため、新年初回は曜日配列によっては成人の日の翌日の場合もある[注 184]。

### 2019年4月以降に特別編成となった事例
上述以外の特番などによる放送の休止・内容・時間変更は以下の通り。重大ニュース・全国ネット特番・放送時間変更の事例のみを記載する。
- 2019年4月1日：新元号発表関連報道のため、10:25 - 12:55に『NNNnews every.特別版「平成」の次は?新元号誕生まですべて見せます』を放送したため、1時間繰り下げ・短縮の「短縮版」を放送（臨時にリアルタイム字幕放送を実施）。
- 2019年10月22日：天皇の「即位礼正殿の儀」関連報道のため、11:55 - 13:55に『NNN news every.特別版』を放送したため休止。
- 2019年12月11日：ラグビーワールドカップ2019におけるラグビー日本代表の初のベスト8入りを記念した千代田区・丸の内でのパレードの生中継を12:45まで放送。
- 2021年7月22日：11:55 - 13:55に『東京オリンピック2020ソフトボール・日本×メキシコ』を中継したため休止。
- 2021年7月27日：9:30 - 23:00に『東京オリンピック2020』を中継したため休止[注 185]。
- 2021年8月4日：10:25 - 13:30に『東京オリンピック2020レスリング女子フリースタイル57kg準々決勝』等を中継したため休止。
- 2021年8月5日：8:00 - 23:00に『東京オリンピック2020スケボー男子パーク決勝・女子レスリングフリー57kg級決勝』を中継したため休止[注 185]。
- 2021年9月3日：番組放送前に菅義偉内閣総理大臣（当時）の自民党総裁選不出馬に関するニュース速報が入った影響で、当番組内で報道フロアより随時最新情報を伝えられた[注 186]。このため、通常のニュースコーナーが休止となった。
- 2021年10月20日：番組放送中（12:37 - 12:40）に熊本県・阿蘇山の噴火に関するニュース速報を当日担当の田辺が報道フロアから伝えた。
- 2021年12月17日：番組放送中に大阪・北新地ビル放火殺人事件に関するニュース速報を当日担当の滝が報道フロアから伝えた。
- 2022年2月8日：9:30 - 14:50に『北京オリンピック2022 フィギュアスケート 男子ショート』中継を放送したため、全編休止。
- 2022年2月10日：9:55 - 13:05に『北京オリンピック2022 カーリング女子予選リーグ第1戦　日本×スウェーデン』戦を中継したため、13:05 - 13:55の短縮版で放送[注 187]。なお、この日は全編ロケ収録で放送したため、13時後半のニュースをコーナーは休止とした。
- 2022年2月24日：番組冒頭にロシア連邦ウラジーミル・プーチン大統領がウクライナ東部での軍事作戦の実施表明に関するニュース速報が入ったため、12:44 - 12:46の間に当日ニュース担当の篠原が報道フロアから最新情報を伝えた。なお、当日は通常のニュースコーナーは全てこの項目に関連したニュースのみ報道した。
- 2022年7月8日：番組放送前に安倍晋三銃撃事件に関するニュース速報が入ったため、12:00以降のスタジオからのコーナーを休止し、本番組内でニュースコーナーを拡大させる形で当日ニュース担当の篠原が報道フロアから最新情報を伝えた。また、当日アシスタントの滝はスタジオからCM前・CM明けとエンディングの進行を行った[注 188][72]。
- 2022年8月22日：番組放送中に名古屋市で起きた高速バスの事故に関するニュース速報を当日担当の滝が報道フロアから伝えた。
- 2022年9月27日：故安倍晋三国葬儀に伴い、『NNN news every.特別版 半世紀ぶり「国葬」 歴史的1日完全中継』放送のため、13:45までの短縮版を放送[73][74]。
- 2023年5月19日：第49回先進国首脳会議（G7広島サミット）開幕に伴い、広島平和記念公園から生中継のため12:18から番組開始[注 189][75]。なお、13時後半のニュースコーナーは休止した。
- 2025年7月30日：番組放送前にカムチャツカ半島沖を震源とする地震による津波警報発令により、NNNストレイトニュースを延長させる形で最新情報を放送。全編休止[76]。